# فهرست سیارک‌ها (۱۱۹۰۰۱–۱۲۰۰۰۱)
فهرست سیارک‌ها (۱۱۹۰۰۱ - ۱۲۰۰۰۱) فهرست سیارک‌ها از ۱۱۹۰۰۱ تا ۱۲۰۰۰۱ است.
| نام    | نام انگلیسی | تاریخ کشف       |
| ------ | ----------- | --------------- |
| ۱۱۹۰۰۱ | 2000 YX60   | ۳۰ دسامبر ۲۰۰۰  |
| ۱۱۹۰۰۲ | 2000 YW61   | ۳۰ دسامبر ۲۰۰۰  |
| ۱۱۹۰۰۳ | 2000 YF69   | ۳۰ دسامبر ۲۰۰۰  |
| ۱۱۹۰۰۴ | 2000 YK69   | ۳۰ دسامبر ۲۰۰۰  |
| ۱۱۹۰۰۵ | 2000 YP72   | ۳۰ دسامبر ۲۰۰۰  |
| ۱۱۹۰۰۶ | 2000 YG75   | ۳۰ دسامبر ۲۰۰۰  |
| ۱۱۹۰۰۷ | 2000 YT75   | ۳۰ دسامبر ۲۰۰۰  |
| ۱۱۹۰۰۸ | 2000 YH79   | ۳۰ دسامبر ۲۰۰۰  |
| ۱۱۹۰۰۹ | 2000 YY79   | ۳۰ دسامبر ۲۰۰۰  |
| ۱۱۹۰۱۰ | 2000 YC80   | ۳۰ دسامبر ۲۰۰۰  |
| ۱۱۹۰۱۱ | 2000 YN82   | ۳۰ دسامبر ۲۰۰۰  |
| ۱۱۹۰۱۲ | 2000 YK105  | ۲۸ دسامبر ۲۰۰۰  |
| ۱۱۹۰۱۳ | 2000 YM121  | ۲۲ دسامبر ۲۰۰۰  |
| ۱۱۹۰۱۴ | 2000 YA124  | ۲۸ دسامبر ۲۰۰۰  |
| ۱۱۹۰۱۵ | 2000 YX136  | ۲۳ دسامبر ۲۰۰۰  |
| ۱۱۹۰۱۶ | 2001 AD5    | ۲ ژانویه ۲۰۰۱   |
| ۱۱۹۰۱۷ | 2001 AE27   | ۵ ژانویه ۲۰۰۱   |
| ۱۱۹۰۱۸ | 2001 AQ27   | ۵ ژانویه ۲۰۰۱   |
| ۱۱۹۰۱۹ | 2001 AJ35   | ۵ ژانویه ۲۰۰۱   |
| ۱۱۹۰۲۰ | 2001 AH38   | ۵ ژانویه ۲۰۰۱   |
| ۱۱۹۰۲۱ | 2001 AL43   | ۴ ژانویه ۲۰۰۱   |
| ۱۱۹۰۲۲ | 2001 AU46   | ۱۵ ژانویه ۲۰۰۱  |
| ۱۱۹۰۲۳ | 2001 BW2    | ۱۸ ژانویه ۲۰۰۱  |
| ۱۱۹۰۲۴ | 2001 BX18   | ۱۹ ژانویه ۲۰۰۱  |
| ۱۱۹۰۲۵ | 2001 BG30   | ۲۰ ژانویه ۲۰۰۱  |
| ۱۱۹۰۲۶ | 2001 BC61   | ۲۶ ژانویه ۲۰۰۱  |
| ۱۱۹۰۲۷ | 2001 CQ2    | ۱ فوریه ۲۰۰۱    |
| ۱۱۹۰۲۸ | 2001 CB33   | ۱۳ فوریه ۲۰۰۱   |
| ۱۱۹۰۲۹ | 2001 CV39   | ۱۳ فوریه ۲۰۰۱   |
| ۱۱۹۰۳۰ | 2001 DO8    | ۱۶ فوریه ۲۰۰۱   |
| ۱۱۹۰۳۱ | 2001 DQ24   | ۱۷ فوریه ۲۰۰۱   |
| ۱۱۹۰۳۲ | 2001 DC44   | ۱۹ فوریه ۲۰۰۱   |
| ۱۱۹۰۳۳ | 2001 EU12   | ۱۳ مارس ۲۰۰۱    |
| ۱۱۹۰۳۳ | 2001 FR     | ۱۶ مارس ۲۰۰۱    |
| ۱۱۹۰۳۵ | 2001 FD23   | ۲۱ مارس ۲۰۰۱    |
| ۱۱۹۰۳۶ | 2001 FQ34   | ۱۸ مارس ۲۰۰۱    |
| ۱۱۹۰۳۷ | 2001 FH50   | ۱۸ مارس ۲۰۰۱    |
| ۱۱۹۰۳۸ | 2001 FE87   | ۲۱ مارس ۲۰۰۱    |
| ۱۱۹۰۳۹ | 2001 FZ91   | ۱۶ مارس ۲۰۰۱    |
| ۱۱۹۰۴۰ | 2001 FH105  | ۱۸ مارس ۲۰۰۱    |
| ۱۱۹۰۴۱ | 2001 FP145  | ۲۴ مارس ۲۰۰۱    |
| ۱۱۹۰۴۲ | 2001 HS1    | ۱۷ آوریل ۲۰۰۱   |
| ۱۱۹۰۴۳ | 2001 HS4    | ۱۶ آوریل ۲۰۰۱   |
| ۱۱۹۰۴۴ | 2001 HV7    | ۱۸ آوریل ۲۰۰۱   |
| ۱۱۹۰۴۵ | 2001 HN8    | ۲۱ آوریل ۲۰۰۱   |
| ۱۱۹۰۴۶ | 2001 HL11   | ۱۸ آوریل ۲۰۰۱   |
| ۱۱۹۰۴۷ | 2001 HM12   | ۱۸ آوریل ۲۰۰۱   |
| ۱۱۹۰۴۸ | 2001 HQ29   | ۲۷ آوریل ۲۰۰۱   |
| ۱۱۹۰۴۹ | 2001 HB63   | ۲۶ آوریل ۲۰۰۱   |
| ۱۱۹۰۵۰ | 2001 HA67   | ۲۷ آوریل ۲۰۰۱   |
| ۱۱۹۰۵۱ | 2001 JK5    | ۱۴ مه ۲۰۰۱      |
| ۱۱۹۰۵۱ | 2001 KZ     | ۱۷ مه ۲۰۰۱      |
| ۱۱۹۰۵۳ | 2001 KR11   | ۱۸ مه ۲۰۰۱      |
| ۱۱۹۰۵۴ | 2001 KY11   | ۱۸ مه ۲۰۰۱      |
| ۱۱۹۰۵۵ | 2001 KN12   | ۱۸ مه ۲۰۰۱      |
| ۱۱۹۰۵۶ | 2001 KL13   | ۱۸ مه ۲۰۰۱      |
| ۱۱۹۰۵۷ | 2001 KT19   | ۲۲ مه ۲۰۰۱      |
| ۱۱۹۰۵۸ | 2001 KT24   | ۱۷ مه ۲۰۰۱      |
| ۱۱۹۰۵۹ | 2001 KP25   | ۱۷ مه ۲۰۰۱      |
| ۱۱۹۰۶۰ | 2001 KM42   | ۲۱ مه ۲۰۰۱      |
| ۱۱۹۰۶۱ | 2001 KP42   | ۲۲ مه ۲۰۰۱      |
| ۱۱۹۰۶۲ | 2001 KC43   | ۲۲ مه ۲۰۰۱      |
| ۱۱۹۰۶۳ | 2001 KF49   | ۲۴ مه ۲۰۰۱      |
| ۱۱۹۰۶۴ | 2001 KO52   | ۱۸ مه ۲۰۰۱      |
| ۱۱۹۰۶۵ | 2001 KB72   | ۲۴ مه ۲۰۰۱      |
| ۱۱۹۰۶۶ | 2001 KJ76   | ۲۳ مه ۲۰۰۱      |
| ۱۱۹۰۶۷ | 2001 KP76   | ۲۳ مه ۲۰۰۱      |
| ۱۱۹۰۶۸ | 2001 KC77   | ۲۳ مه ۲۰۰۱      |
| ۱۱۹۰۶۹ | 2001 KN77   | ۲۳ مه ۲۰۰۱      |
| ۱۱۹۰۷۰ | 2001 KP77   | ۲۳ مه ۲۰۰۱      |
| ۱۱۹۰۷۱ | 2001 LC1    | ۱۳ ژوئن ۲۰۰۱    |
| ۱۱۹۰۷۲ | 2001 LF4    | ۱۳ ژوئن ۲۰۰۱    |
| ۱۱۹۰۷۳ | 2001 LD9    | ۱۵ ژوئن ۲۰۰۱    |
| ۱۱۹۰۷۴ | 2001 LC15   | ۱۱ ژوئن ۲۰۰۱    |
| ۱۱۹۰۷۵ | 2001 LK15   | ۱۱ ژوئن ۲۰۰۱    |
| ۱۱۹۰۷۶ | 2001 LE19   | ۱۵ ژوئن ۲۰۰۱    |
| ۱۱۹۰۷۷ | 2001 MQ8    | ۱۶ ژوئن ۲۰۰۱    |
| ۱۱۹۰۷۸ | 2001 MA9    | ۱۹ ژوئن ۲۰۰۱    |
| ۱۱۹۰۷۹ | 2001 MA17   | ۲۷ ژوئن ۲۰۰۱    |
| ۱۱۹۰۸۰ | 2001 MG28   | ۲۴ ژوئن ۲۰۰۱    |
| ۱۱۹۰۸۱ | 2001 NR3    | ۱۳ ژوئیه ۲۰۰۱   |
| ۱۱۹۰۸۲ | 2001 NR4    | ۱۳ ژوئیه ۲۰۰۱   |
| ۱۱۹۰۸۳ | 2001 NT9    | ۱۵ ژوئیه ۲۰۰۱   |
| ۱۱۹۰۸۴ | 2001 NH10   | ۱۴ ژوئیه ۲۰۰۱   |
| ۱۱۹۰۸۵ | 2001 NW15   | ۱۴ ژوئیه ۲۰۰۱   |
| ۱۱۹۰۸۶ | 2001 NR19   | ۱۲ ژوئیه ۲۰۰۱   |
| ۱۱۹۰۸۷ | 2001 NK21   | ۱۴ ژوئیه ۲۰۰۱   |
| ۱۱۹۰۸۸ | 2001 NP21   | ۱۴ ژوئیه ۲۰۰۱   |
| ۱۱۹۰۸۹ | 2001 NR21   | ۱۴ ژوئیه ۲۰۰۱   |
| ۱۱۹۰۹۰ | 2001 OU1    | ۱۸ ژوئیه ۲۰۰۱   |
| ۱۱۹۰۹۱ | 2001 OG9    | ۲۰ ژوئیه ۲۰۰۱   |
| ۱۱۹۰۹۲ | 2001 OU10   | ۱۹ ژوئیه ۲۰۰۱   |
| ۱۱۹۰۹۳ | 2001 OR18   | ۱۷ ژوئیه ۲۰۰۱   |
| ۱۱۹۰۹۴ | 2001 OO24   | ۱۶ ژوئیه ۲۰۰۱   |
| ۱۱۹۰۹۵ | 2001 OE25   | ۱۷ ژوئیه ۲۰۰۱   |
| ۱۱۹۰۹۶ | 2001 OT28   | ۱۸ ژوئیه ۲۰۰۱   |
| ۱۱۹۰۹۷ | 2001 OX34   | ۱۹ ژوئیه ۲۰۰۱   |
| ۱۱۹۰۹۸ | 2001 OD35   | ۲۰ ژوئیه ۲۰۰۱   |
| ۱۱۹۰۹۹ | 2001 OR40   | ۲۰ ژوئیه ۲۰۰۱   |
| ۱۱۹۱۰۰ | 2001 OZ41   | ۲۲ ژوئیه ۲۰۰۱   |
| ۱۱۹۱۰۱ | 2001 OG47   | ۱۶ ژوئیه ۲۰۰۱   |
| ۱۱۹۱۰۲ | 2001 OB49   | ۱۶ ژوئیه ۲۰۰۱   |
| ۱۱۹۱۰۳ | 2001 OM51   | ۲۱ ژوئیه ۲۰۰۱   |
| ۱۱۹۱۰۴ | 2001 ON53   | ۲۱ ژوئیه ۲۰۰۱   |
| ۱۱۹۱۰۵ | 2001 OM56   | ۲۶ ژوئیه ۲۰۰۱   |
| ۱۱۹۱۰۶ | 2001 OU56   | ۱۶ ژوئیه ۲۰۰۱   |
| ۱۱۹۱۰۷ | 2001 OX56   | ۱۶ ژوئیه ۲۰۰۱   |
| ۱۱۹۱۰۸ | 2001 OC64   | ۲۳ ژوئیه ۲۰۰۱   |
| ۱۱۹۱۰۹ | 2001 OZ64   | ۱۹ ژوئیه ۲۰۰۱   |
| ۱۱۹۱۱۰ | 2001 OT70   | ۱۹ ژوئیه ۲۰۰۱   |
| ۱۱۹۱۱۱ | 2001 OK71   | ۲۰ ژوئیه ۲۰۰۱   |
| ۱۱۹۱۱۲ | 2001 OV75   | ۲۵ ژوئیه ۲۰۰۱   |
| ۱۱۹۱۱۳ | 2001 OE77   | ۲۸ ژوئیه ۲۰۰۱   |
| ۱۱۹۱۱۴ | 2001 OY77   | ۲۶ ژوئیه ۲۰۰۱   |
| ۱۱۹۱۱۵ | 2001 OJ80   | ۲۹ ژوئیه ۲۰۰۱   |
| ۱۱۹۱۱۶ | 2001 OB81   | ۲۹ ژوئیه ۲۰۰۱   |
| ۱۱۹۱۱۷ | 2001 OB82   | ۲۶ ژوئیه ۲۰۰۱   |
| ۱۱۹۱۱۸ | 2001 OG85   | ۲۰ ژوئیه ۲۰۰۱   |
| ۱۱۹۱۱۹ | 2001 OP86   | ۲۸ ژوئیه ۲۰۰۱   |
| ۱۱۹۱۲۰ | 2001 OM87   | ۲۹ ژوئیه ۲۰۰۱   |
| ۱۱۹۱۲۱ | 2001 OD88   | ۲۰ ژوئیه ۲۰۰۱   |
| ۱۱۹۱۲۲ | 2001 OU89   | ۲۳ ژوئیه ۲۰۰۱   |
| ۱۱۹۱۲۳ | 2001 OQ90   | ۲۵ ژوئیه ۲۰۰۱   |
| ۱۱۹۱۲۴ | 2001 OB99   | ۲۷ ژوئیه ۲۰۰۱   |
| ۱۱۹۱۲۵ | 2001 OW99   | ۲۷ ژوئیه ۲۰۰۱   |
| ۱۱۹۱۲۶ | 2001 OK101  | ۲۸ ژوئیه ۲۰۰۱   |
| ۱۱۹۱۲۷ | 2001 OT101  | ۲۸ ژوئیه ۲۰۰۱   |
| ۱۱۹۱۲۸ | 2001 OY101  | ۲۸ ژوئیه ۲۰۰۱   |
| ۱۱۹۱۲۹ | 2001 OL111  | ۱۶ ژوئیه ۲۰۰۱   |
| ۱۱۹۱۳۰ | 2001 OT111  | ۲۷ ژوئیه ۲۰۰۱   |
| ۱۱۹۱۳۰ | 2001 PN     | ۱ اوت ۲۰۰۱      |
| ۱۱۹۱۳۲ | 2001 PS1    | ۸ اوت ۲۰۰۱      |
| ۱۱۹۱۳۳ | 2001 PX1    | ۸ اوت ۲۰۰۱      |
| ۱۱۹۱۳۴ | 2001 PA5    | ۸ اوت ۲۰۰۱      |
| ۱۱۹۱۳۵ | 2001 PZ9    | ۸ اوت ۲۰۰۱      |
| ۱۱۹۱۳۶ | 2001 PC12   | ۱۱ اوت ۲۰۰۱     |
| ۱۱۹۱۳۷ | 2001 PF12   | ۱۱ اوت ۲۰۰۱     |
| ۱۱۹۱۳۸ | 2001 PS15   | ۹ اوت ۲۰۰۱      |
| ۱۱۹۱۳۹ | 2001 PY17   | ۹ اوت ۲۰۰۱      |
| ۱۱۹۱۴۰ | 2001 PS24   | ۱۱ اوت ۲۰۰۱     |
| ۱۱۹۱۴۱ | 2001 PX25   | ۱۱ اوت ۲۰۰۱     |
| ۱۱۹۱۴۲ | 2001 PL27   | ۱۱ اوت ۲۰۰۱     |
| ۱۱۹۱۴۳ | 2001 PX27   | ۱۳ اوت ۲۰۰۱     |
| ۱۱۹۱۴۴ | 2001 PH32   | ۱۰ اوت ۲۰۰۱     |
| ۱۱۹۱۴۵ | 2001 PS41   | ۱۱ اوت ۲۰۰۱     |
| ۱۱۹۱۴۶ | 2001 PQ45   | ۱۲ اوت ۲۰۰۱     |
| ۱۱۹۱۴۷ | 2001 PF47   | ۱۴ اوت ۲۰۰۱     |
| ۱۱۹۱۴۸ | 2001 PS49   | ۱۴ اوت ۲۰۰۱     |
| ۱۱۹۱۴۹ | 2001 PY55   | ۱۴ اوت ۲۰۰۱     |
| ۱۱۹۱۵۰ | 2001 PR60   | ۱۳ اوت ۲۰۰۱     |
| ۱۱۹۱۵۱ | 2001 PW61   | ۱۳ اوت ۲۰۰۱     |
| ۱۱۹۱۵۲ | 2001 PB63   | ۱۳ اوت ۲۰۰۱     |
| ۱۱۹۱۵۳ | 2001 QH3    | ۱۶ اوت ۲۰۰۱     |
| ۱۱۹۱۵۴ | 2001 QS3    | ۱۶ اوت ۲۰۰۱     |
| ۱۱۹۱۵۵ | 2001 QJ7    | ۱۶ اوت ۲۰۰۱     |
| ۱۱۹۱۵۶ | 2001 QM7    | ۱۶ اوت ۲۰۰۱     |
| ۱۱۹۱۵۷ | 2001 QH9    | ۱۶ اوت ۲۰۰۱     |
| ۱۱۹۱۵۸ | 2001 QX21   | ۱۶ اوت ۲۰۰۱     |
| ۱۱۹۱۵۹ | 2001 QX22   | ۱۶ اوت ۲۰۰۱     |
| ۱۱۹۱۶۰ | 2001 QT23   | ۱۶ اوت ۲۰۰۱     |
| ۱۱۹۱۶۱ | 2001 QB24   | ۱۶ اوت ۲۰۰۱     |
| ۱۱۹۱۶۲ | 2001 QD26   | ۱۶ اوت ۲۰۰۱     |
| ۱۱۹۱۶۳ | 2001 QX26   | ۱۶ اوت ۲۰۰۱     |
| ۱۱۹۱۶۴ | 2001 QJ37   | ۱۶ اوت ۲۰۰۱     |
| ۱۱۹۱۶۵ | 2001 QJ38   | ۱۶ اوت ۲۰۰۱     |
| ۱۱۹۱۶۶ | 2001 QJ39   | ۱۶ اوت ۲۰۰۱     |
| ۱۱۹۱۶۷ | 2001 QX39   | ۱۶ اوت ۲۰۰۱     |
| ۱۱۹۱۶۸ | 2001 QK42   | ۱۶ اوت ۲۰۰۱     |
| ۱۱۹۱۶۹ | 2001 QM47   | ۱۶ اوت ۲۰۰۱     |
| ۱۱۹۱۷۰ | 2001 QO48   | ۱۶ اوت ۲۰۰۱     |
| ۱۱۹۱۷۱ | 2001 QH49   | ۱۶ اوت ۲۰۰۱     |
| ۱۱۹۱۷۲ | 2001 QJ49   | ۱۶ اوت ۲۰۰۱     |
| ۱۱۹۱۷۳ | 2001 QL49   | ۱۶ اوت ۲۰۰۱     |
| ۱۱۹۱۷۴ | 2001 QR51   | ۱۶ اوت ۲۰۰۱     |
| ۱۱۹۱۷۵ | 2001 QU53   | ۱۶ اوت ۲۰۰۱     |
| ۱۱۹۱۷۶ | 2001 QS55   | ۱۶ اوت ۲۰۰۱     |
| ۱۱۹۱۷۷ | 2001 QN61   | ۱۶ اوت ۲۰۰۱     |
| ۱۱۹۱۷۸ | 2001 QW66   | ۱۷ اوت ۲۰۰۱     |
| ۱۱۹۱۷۹ | 2001 QM67   | ۱۹ اوت ۲۰۰۱     |
| ۱۱۹۱۸۰ | 2001 QN68   | ۲۰ اوت ۲۰۰۱     |
| ۱۱۹۱۸۱ | 2001 QX68   | ۱۷ اوت ۲۰۰۱     |
| ۱۱۹۱۸۲ | 2001 QZ80   | ۱۷ اوت ۲۰۰۱     |
| ۱۱۹۱۸۳ | 2001 QV82   | ۱۷ اوت ۲۰۰۱     |
| ۱۱۹۱۸۴ | 2001 QK87   | ۱۷ اوت ۲۰۰۱     |
| ۱۱۹۱۸۵ | 2001 QJ88   | ۲۱ اوت ۲۰۰۱     |
| ۱۱۹۱۸۶ | 2001 QM93   | ۲۲ اوت ۲۰۰۱     |
| ۱۱۹۱۸۷ | 2001 QA94   | ۲۲ اوت ۲۰۰۱     |
| ۱۱۹۱۸۸ | 2001 QO97   | ۱۷ اوت ۲۰۰۱     |
| ۱۱۹۱۸۹ | 2001 QO102  | ۱۹ اوت ۲۰۰۱     |
| ۱۱۹۱۹۰ | 2001 QC104  | ۲۰ اوت ۲۰۰۱     |
| ۱۱۹۱۹۱ | 2001 QO104  | ۲۲ اوت ۲۰۰۱     |
| ۱۱۹۱۹۲ | 2001 QM106  | ۲۳ اوت ۲۰۰۱     |
| ۱۱۹۱۹۳ | 2001 QH108  | ۲۳ اوت ۲۰۰۱     |
| ۱۱۹۱۹۴ | 2001 QH109  | ۲۰ اوت ۲۰۰۱     |
| ۱۱۹۱۹۵ | 2001 QF111  | ۲۵ اوت ۲۰۰۱     |
| ۱۱۹۱۹۶ | 2001 QZ112  | ۲۵ اوت ۲۰۰۱     |
| ۱۱۹۱۹۷ | 2001 QU118  | ۱۷ اوت ۲۰۰۱     |
| ۱۱۹۱۹۸ | 2001 QN121  | ۱۹ اوت ۲۰۰۱     |
| ۱۱۹۱۹۹ | 2001 QP121  | ۱۹ اوت ۲۰۰۱     |
| ۱۱۹۲۰۰ | 2001 QV124  | ۱۹ اوت ۲۰۰۱     |
| ۱۱۹۲۰۱ | 2001 QL126  | ۲۰ اوت ۲۰۰۱     |
| ۱۱۹۲۰۲ | 2001 QN128  | ۲۰ اوت ۲۰۰۱     |
| ۱۱۹۲۰۳ | 2001 QU128  | ۲۰ اوت ۲۰۰۱     |
| ۱۱۹۲۰۴ | 2001 QV128  | ۲۰ اوت ۲۰۰۱     |
| ۱۱۹۲۰۵ | 2001 QN141  | ۲۴ اوت ۲۰۰۱     |
| ۱۱۹۲۰۶ | 2001 QW145  | ۲۵ اوت ۲۰۰۱     |
| ۱۱۹۲۰۷ | 2001 QB149  | ۲۱ اوت ۲۰۰۱     |
| ۱۱۹۲۰۸ | 2001 QJ156  | ۲۳ اوت ۲۰۰۱     |
| ۱۱۹۲۰۹ | 2001 QC159  | ۲۳ اوت ۲۰۰۱     |
| ۱۱۹۲۱۰ | 2001 QF160  | ۲۳ اوت ۲۰۰۱     |
| ۱۱۹۲۱۱ | 2001 QD161  | ۲۳ اوت ۲۰۰۱     |
| ۱۱۹۲۱۲ | 2001 QY166  | ۲۴ اوت ۲۰۰۱     |
| ۱۱۹۲۱۳ | 2001 QF168  | ۲۵ اوت ۲۰۰۱     |
| ۱۱۹۲۱۴ | 2001 QS173  | ۲۵ اوت ۲۰۰۱     |
| ۱۱۹۲۱۵ | 2001 QX188  | ۲۲ اوت ۲۰۰۱     |
| ۱۱۹۲۱۶ | 2001 QO191  | ۲۲ اوت ۲۰۰۱     |
| ۱۱۹۲۱۷ | 2001 QV200  | ۲۲ اوت ۲۰۰۱     |
| ۱۱۹۲۱۸ | 2001 QV210  | ۲۳ اوت ۲۰۰۱     |
| ۱۱۹۲۱۹ | 2001 QJ211  | ۲۳ اوت ۲۰۰۱     |
| ۱۱۹۲۲۰ | 2001 QL211  | ۲۳ اوت ۲۰۰۱     |
| ۱۱۹۲۲۱ | 2001 QS214  | ۲۳ اوت ۲۰۰۱     |
| ۱۱۹۲۲۲ | 2001 QD219  | ۲۳ اوت ۲۰۰۱     |
| ۱۱۹۲۲۳ | 2001 QB220  | ۲۳ اوت ۲۰۰۱     |
| ۱۱۹۲۲۴ | 2001 QE223  | ۲۴ اوت ۲۰۰۱     |
| ۱۱۹۲۲۵ | 2001 QM223  | ۲۴ اوت ۲۰۰۱     |
| ۱۱۹۲۲۶ | 2001 QB224  | ۲۴ اوت ۲۰۰۱     |
| ۱۱۹۲۲۷ | 2001 QD226  | ۲۴ اوت ۲۰۰۱     |
| ۱۱۹۲۲۸ | 2001 QZ226  | ۲۴ اوت ۲۰۰۱     |
| ۱۱۹۲۲۹ | 2001 QV232  | ۲۴ اوت ۲۰۰۱     |
| ۱۱۹۲۳۰ | 2001 QV236  | ۲۴ اوت ۲۰۰۱     |
| ۱۱۹۲۳۱ | 2001 QQ238  | ۲۴ اوت ۲۰۰۱     |
| ۱۱۹۲۳۲ | 2001 QA239  | ۲۴ اوت ۲۰۰۱     |
| ۱۱۹۲۳۳ | 2001 QZ243  | ۲۴ اوت ۲۰۰۱     |
| ۱۱۹۲۳۴ | 2001 QL255  | ۲۵ اوت ۲۰۰۱     |
| ۱۱۹۲۳۵ | 2001 QP261  | ۲۵ اوت ۲۰۰۱     |
| ۱۱۹۲۳۶ | 2001 QO271  | ۱۹ اوت ۲۰۰۱     |
| ۱۱۹۲۳۷ | 2001 QE275  | ۱۹ اوت ۲۰۰۱     |
| ۱۱۹۲۳۸ | 2001 QL277  | ۱۹ اوت ۲۰۰۱     |
| ۱۱۹۲۳۹ | 2001 QY277  | ۱۹ اوت ۲۰۰۱     |
| ۱۱۹۲۴۰ | 2001 QF278  | ۱۹ اوت ۲۰۰۱     |
| ۱۱۹۲۴۱ | 2001 QQ282  | ۱۹ اوت ۲۰۰۱     |
| ۱۱۹۲۴۲ | 2001 QL286  | ۱۷ اوت ۲۰۰۱     |
| ۱۱۹۲۴۳ | 2001 QZ288  | ۱۶ اوت ۲۰۰۱     |
| ۱۱۹۲۴۴ | 2001 QL290  | ۱۶ اوت ۲۰۰۱     |
| ۱۱۹۲۴۵ | 2001 QD293  | ۲۶ اوت ۲۰۰۱     |
| ۱۱۹۲۴۶ | 2001 QH295  | ۲۴ اوت ۲۰۰۱     |
| ۱۱۹۲۴۷ | 2001 QX296  | ۲۴ اوت ۲۰۰۱     |
| ۱۱۹۲۴۸ | 2001 RS10   | ۱۰ سپتامبر ۲۰۰۱ |
| ۱۱۹۲۴۹ | 2001 RR14   | ۱۰ سپتامبر ۲۰۰۱ |
| ۱۱۹۲۵۰ | 2001 RR15   | ۷ سپتامبر ۲۰۰۱  |
| ۱۱۹۲۵۱ | 2001 RE20   | ۷ سپتامبر ۲۰۰۱  |
| ۱۱۹۲۵۲ | 2001 RD21   | ۷ سپتامبر ۲۰۰۱  |
| ۱۱۹۲۵۳ | 2001 RL24   | ۷ سپتامبر ۲۰۰۱  |
| ۱۱۹۲۵۴ | 2001 RL28   | ۷ سپتامبر ۲۰۰۱  |
| ۱۱۹۲۵۵ | 2001 RP28   | ۷ سپتامبر ۲۰۰۱  |
| ۱۱۹۲۵۶ | 2001 RW28   | ۷ سپتامبر ۲۰۰۱  |
| ۱۱۹۲۵۷ | 2001 RN34   | ۸ سپتامبر ۲۰۰۱  |
| ۱۱۹۲۵۸ | 2001 RK39   | ۱۰ سپتامبر ۲۰۰۱ |
| ۱۱۹۲۵۹ | 2001 RC44   | ۹ سپتامبر ۲۰۰۱  |
| ۱۱۹۲۶۰ | 2001 RB45   | ۹ سپتامبر ۲۰۰۱  |
| ۱۱۹۲۶۱ | 2001 RG48   | ۱۱ سپتامبر ۲۰۰۱ |
| ۱۱۹۲۶۲ | 2001 RQ49   | ۱۰ سپتامبر ۲۰۰۱ |
| ۱۱۹۲۶۳ | 2001 RG51   | ۱۱ سپتامبر ۲۰۰۱ |
| ۱۱۹۲۶۴ | 2001 RZ55   | ۱۲ سپتامبر ۲۰۰۱ |
| ۱۱۹۲۶۵ | 2001 RJ56   | ۱۲ سپتامبر ۲۰۰۱ |
| ۱۱۹۲۶۶ | 2001 RA58   | ۱۲ سپتامبر ۲۰۰۱ |
| ۱۱۹۲۶۷ | 2001 RZ65   | ۱۰ سپتامبر ۲۰۰۱ |
| ۱۱۹۲۶۸ | 2001 RC67   | ۱۰ سپتامبر ۲۰۰۱ |
| ۱۱۹۲۶۹ | 2001 RK68   | ۱۰ سپتامبر ۲۰۰۱ |
| ۱۱۹۲۷۰ | 2001 RU72   | ۱۰ سپتامبر ۲۰۰۱ |
| ۱۱۹۲۷۱ | 2001 RB76   | ۱۰ سپتامبر ۲۰۰۱ |
| ۱۱۹۲۷۲ | 2001 RG77   | ۱۰ سپتامبر ۲۰۰۱ |
| ۱۱۹۲۷۳ | 2001 RX78   | ۱۰ سپتامبر ۲۰۰۱ |
| ۱۱۹۲۷۴ | 2001 RY79   | ۱۲ سپتامبر ۲۰۰۱ |
| ۱۱۹۲۷۵ | 2001 RR81   | ۱۴ سپتامبر ۲۰۰۱ |
| ۱۱۹۲۷۶ | 2001 RS83   | ۱۱ سپتامبر ۲۰۰۱ |
| ۱۱۹۲۷۷ | 2001 RZ88   | ۱۱ سپتامبر ۲۰۰۱ |
| ۱۱۹۲۷۸ | 2001 RG91   | ۱۱ سپتامبر ۲۰۰۱ |
| ۱۱۹۲۷۹ | 2001 RV91   | ۱۱ سپتامبر ۲۰۰۱ |
| ۱۱۹۲۸۰ | 2001 RW92   | ۱۱ سپتامبر ۲۰۰۱ |
| ۱۱۹۲۸۱ | 2001 RQ98   | ۹ سپتامبر ۲۰۰۱  |
| ۱۱۹۲۸۲ | 2001 RK100  | ۱۲ سپتامبر ۲۰۰۱ |
| ۱۱۹۲۸۳ | 2001 RV100  | ۱۲ سپتامبر ۲۰۰۱ |
| ۱۱۹۲۸۴ | 2001 RR101  | ۱۲ سپتامبر ۲۰۰۱ |
| ۱۱۹۲۸۵ | 2001 RR107  | ۱۲ سپتامبر ۲۰۰۱ |
| ۱۱۹۲۸۶ | 2001 RD109  | ۱۲ سپتامبر ۲۰۰۱ |
| ۱۱۹۲۸۷ | 2001 RU110  | ۱۲ سپتامبر ۲۰۰۱ |
| ۱۱۹۲۸۸ | 2001 RZ124  | ۱۲ سپتامبر ۲۰۰۱ |
| ۱۱۹۲۸۹ | 2001 RW125  | ۱۲ سپتامبر ۲۰۰۱ |
| ۱۱۹۲۹۰ | 2001 RA127  | ۱۲ سپتامبر ۲۰۰۱ |
| ۱۱۹۲۹۱ | 2001 RK132  | ۱۲ سپتامبر ۲۰۰۱ |
| ۱۱۹۲۹۲ | 2001 SR1    | ۱۷ سپتامبر ۲۰۰۱ |
| ۱۱۹۲۹۳ | 2001 SB2    | ۱۷ سپتامبر ۲۰۰۱ |
| ۱۱۹۲۹۴ | 2001 SV7    | ۱۸ سپتامبر ۲۰۰۱ |
| ۱۱۹۲۹۵ | 2001 SV9    | ۱۸ سپتامبر ۲۰۰۱ |
| ۱۱۹۲۹۶ | 2001 SD10   | ۲۰ سپتامبر ۲۰۰۱ |
| ۱۱۹۲۹۷ | 2001 SH12   | ۱۶ سپتامبر ۲۰۰۱ |
| ۱۱۹۲۹۸ | 2001 SY18   | ۱۶ سپتامبر ۲۰۰۱ |
| ۱۱۹۲۹۹ | 2001 SX19   | ۱۶ سپتامبر ۲۰۰۱ |
| ۱۱۹۳۰۰ | 2001 SO24   | ۱۶ سپتامبر ۲۰۰۱ |
| ۱۱۹۳۰۱ | 2001 SH25   | ۱۶ سپتامبر ۲۰۰۱ |
| ۱۱۹۳۰۲ | 2001 SR26   | ۱۶ سپتامبر ۲۰۰۱ |
| ۱۱۹۳۰۳ | 2001 SZ26   | ۱۶ سپتامبر ۲۰۰۱ |
| ۱۱۹۳۰۴ | 2001 SQ33   | ۱۶ سپتامبر ۲۰۰۱ |
| ۱۱۹۳۰۵ | 2001 SH42   | ۱۶ سپتامبر ۲۰۰۱ |
| ۱۱۹۳۰۶ | 2001 SX47   | ۱۶ سپتامبر ۲۰۰۱ |
| ۱۱۹۳۰۷ | 2001 SF48   | ۱۶ سپتامبر ۲۰۰۱ |
| ۱۱۹۳۰۸ | 2001 SR51   | ۱۶ سپتامبر ۲۰۰۱ |
| ۱۱۹۳۰۹ | 2001 SC52   | ۱۶ سپتامبر ۲۰۰۱ |
| ۱۱۹۳۱۰ | 2001 SR62   | ۱۷ سپتامبر ۲۰۰۱ |
| ۱۱۹۳۱۱ | 2001 SL66   | ۱۷ سپتامبر ۲۰۰۱ |
| ۱۱۹۳۱۲ | 2001 SR70   | ۱۷ سپتامبر ۲۰۰۱ |
| ۱۱۹۳۱۳ | 2001 SS72   | ۱۷ سپتامبر ۲۰۰۱ |
| ۱۱۹۳۱۴ | 2001 SW72   | ۱۷ سپتامبر ۲۰۰۱ |
| ۱۱۹۳۱۵ | 2001 SQ73   | ۱۹ سپتامبر ۲۰۰۱ |
| ۱۱۹۳۱۶ | 2001 SR80   | ۲۰ سپتامبر ۲۰۰۱ |
| ۱۱۹۳۱۷ | 2001 SG97   | ۲۰ سپتامبر ۲۰۰۱ |
| ۱۱۹۳۱۸ | 2001 SL101  | ۲۰ سپتامبر ۲۰۰۱ |
| ۱۱۹۳۱۹ | 2001 SZ104  | ۲۰ سپتامبر ۲۰۰۱ |
| ۱۱۹۳۲۰ | 2001 SH109  | ۲۰ سپتامبر ۲۰۰۱ |
| ۱۱۹۳۲۱ | 2001 SX114  | ۲۰ سپتامبر ۲۰۰۱ |
| ۱۱۹۳۲۲ | 2001 SA119  | ۱۶ سپتامبر ۲۰۰۱ |
| ۱۱۹۳۲۳ | 2001 SQ121  | ۱۶ سپتامبر ۲۰۰۱ |
| ۱۱۹۳۲۴ | 2001 SM124  | ۱۶ سپتامبر ۲۰۰۱ |
| ۱۱۹۳۲۵ | 2001 SP125  | ۱۶ سپتامبر ۲۰۰۱ |
| ۱۱۹۳۲۶ | 2001 SS128  | ۱۶ سپتامبر ۲۰۰۱ |
| ۱۱۹۳۲۷ | 2001 SD130  | ۱۶ سپتامبر ۲۰۰۱ |
| ۱۱۹۳۲۸ | 2001 SX131  | ۱۶ سپتامبر ۲۰۰۱ |
| ۱۱۹۳۲۹ | 2001 SV135  | ۱۶ سپتامبر ۲۰۰۱ |
| ۱۱۹۳۳۰ | 2001 SY135  | ۱۶ سپتامبر ۲۰۰۱ |
| ۱۱۹۳۳۱ | 2001 SS136  | ۱۶ سپتامبر ۲۰۰۱ |
| ۱۱۹۳۳۲ | 2001 SA140  | ۱۶ سپتامبر ۲۰۰۱ |
| ۱۱۹۳۳۳ | 2001 SM141  | ۱۶ سپتامبر ۲۰۰۱ |
| ۱۱۹۳۳۴ | 2001 SD143  | ۱۶ سپتامبر ۲۰۰۱ |
| ۱۱۹۳۳۵ | 2001 SN144  | ۱۶ سپتامبر ۲۰۰۱ |
| ۱۱۹۳۳۶ | 2001 SC145  | ۱۶ سپتامبر ۲۰۰۱ |
| ۱۱۹۳۳۷ | 2001 SB146  | ۱۶ سپتامبر ۲۰۰۱ |
| ۱۱۹۳۳۸ | 2001 SR152  | ۱۷ سپتامبر ۲۰۰۱ |
| ۱۱۹۳۳۹ | 2001 SR154  | ۱۷ سپتامبر ۲۰۰۱ |
| ۱۱۹۳۴۰ | 2001 SY161  | ۱۷ سپتامبر ۲۰۰۱ |
| ۱۱۹۳۴۱ | 2001 SL168  | ۱۹ سپتامبر ۲۰۰۱ |
| ۱۱۹۳۴۲ | 2001 SZ172  | ۱۶ سپتامبر ۲۰۰۱ |
| ۱۱۹۳۴۳ | 2001 SR176  | ۱۶ سپتامبر ۲۰۰۱ |
| ۱۱۹۳۴۴ | 2001 SK179  | ۱۷ سپتامبر ۲۰۰۱ |
| ۱۱۹۳۴۵ | 2001 SB180  | ۱۹ سپتامبر ۲۰۰۱ |
| ۱۱۹۳۴۶ | 2001 SS203  | ۱۹ سپتامبر ۲۰۰۱ |
| ۱۱۹۳۴۷ | 2001 SM204  | ۱۹ سپتامبر ۲۰۰۱ |
| ۱۱۹۳۴۸ | 2001 SQ209  | ۱۹ سپتامبر ۲۰۰۱ |
| ۱۱۹۳۴۹ | 2001 SP212  | ۱۹ سپتامبر ۲۰۰۱ |
| ۱۱۹۳۵۰ | 2001 SM220  | ۱۹ سپتامبر ۲۰۰۱ |
| ۱۱۹۳۵۱ | 2001 SR222  | ۱۹ سپتامبر ۲۰۰۱ |
| ۱۱۹۳۵۲ | 2001 ST226  | ۱۹ سپتامبر ۲۰۰۱ |
| ۱۱۹۳۵۳ | 2001 SV231  | ۱۹ سپتامبر ۲۰۰۱ |
| ۱۱۹۳۵۴ | 2001 SR232  | ۱۹ سپتامبر ۲۰۰۱ |
| ۱۱۹۳۵۵ | 2001 SU232  | ۱۹ سپتامبر ۲۰۰۱ |
| ۱۱۹۳۵۶ | 2001 SF235  | ۱۹ سپتامبر ۲۰۰۱ |
| ۱۱۹۳۵۷ | 2001 SM238  | ۱۹ سپتامبر ۲۰۰۱ |
| ۱۱۹۳۵۸ | 2001 SW238  | ۱۹ سپتامبر ۲۰۰۱ |
| ۱۱۹۳۵۹ | 2001 SN242  | ۱۹ سپتامبر ۲۰۰۱ |
| ۱۱۹۳۶۰ | 2001 SL244  | ۱۹ سپتامبر ۲۰۰۱ |
| ۱۱۹۳۶۱ | 2001 SK246  | ۱۹ سپتامبر ۲۰۰۱ |
| ۱۱۹۳۶۲ | 2001 SQ246  | ۱۹ سپتامبر ۲۰۰۱ |
| ۱۱۹۳۶۳ | 2001 SX246  | ۱۹ سپتامبر ۲۰۰۱ |
| ۱۱۹۳۶۴ | 2001 SY246  | ۱۹ سپتامبر ۲۰۰۱ |
| ۱۱۹۳۶۵ | 2001 SK250  | ۱۹ سپتامبر ۲۰۰۱ |
| ۱۱۹۳۶۶ | 2001 SZ252  | ۱۹ سپتامبر ۲۰۰۱ |
| ۱۱۹۳۶۷ | 2001 SO253  | ۱۹ سپتامبر ۲۰۰۱ |
| ۱۱۹۳۶۸ | 2001 SD273  | ۲۶ سپتامبر ۲۰۰۱ |
| ۱۱۹۳۶۹ | 2001 SZ277  | ۲۱ سپتامبر ۲۰۰۱ |
| ۱۱۹۳۷۰ | 2001 SL286  | ۲۱ سپتامبر ۲۰۰۱ |
| ۱۱۹۳۷۱ | 2001 SZ286  | ۲۲ سپتامبر ۲۰۰۱ |
| ۱۱۹۳۷۲ | 2001 SP292  | ۱۶ سپتامبر ۲۰۰۱ |
| ۱۱۹۳۷۳ | 2001 SS308  | ۲۲ سپتامبر ۲۰۰۱ |
| ۱۱۹۳۷۴ | 2001 SL311  | ۱۹ سپتامبر ۲۰۰۱ |
| ۱۱۹۳۷۵ | 2001 SG315  | ۲۵ سپتامبر ۲۰۰۱ |
| ۱۱۹۳۷۶ | 2001 SP316  | ۲۵ سپتامبر ۲۰۰۱ |
| ۱۱۹۳۷۷ | 2001 SK318  | ۲۰ سپتامبر ۲۰۰۱ |
| ۱۱۹۳۷۸ | 2001 SD321  | ۲۵ سپتامبر ۲۰۰۱ |
| ۱۱۹۳۷۹ | 2001 SS323  | ۲۵ سپتامبر ۲۰۰۱ |
| ۱۱۹۳۸۰ | 2001 SK325  | ۱۶ سپتامبر ۲۰۰۱ |
| ۱۱۹۳۸۱ | 2001 SH326  | ۱۸ سپتامبر ۲۰۰۱ |
| ۱۱۹۳۸۲ | 2001 SX346  | ۲۵ سپتامبر ۲۰۰۱ |
| ۱۱۹۳۸۳ | 2001 SC349  | ۲۱ سپتامبر ۲۰۰۱ |
| ۱۱۹۳۸۳ | 2001 TG     | ۵ اکتبر ۲۰۰۱    |
| ۱۱۹۳۸۵ | 2001 TU7    | ۱۱ اکتبر ۲۰۰۱   |
| ۱۱۹۳۸۶ | 2001 TB11   | ۱۳ اکتبر ۲۰۰۱   |
| ۱۱۹۳۸۷ | 2001 TD12   | ۱۳ اکتبر ۲۰۰۱   |
| ۱۱۹۳۸۸ | 2001 TT12   | ۱۳ اکتبر ۲۰۰۱   |
| ۱۱۹۳۸۹ | 2001 TG20   | ۹ اکتبر ۲۰۰۱    |
| ۱۱۹۳۹۰ | 2001 TR27   | ۱۴ اکتبر ۲۰۰۱   |
| ۱۱۹۳۹۱ | 2001 TD32   | ۱۴ اکتبر ۲۰۰۱   |
| ۱۱۹۳۹۲ | 2001 TK33   | ۱۴ اکتبر ۲۰۰۱   |
| ۱۱۹۳۹۳ | 2001 TE34   | ۱۴ اکتبر ۲۰۰۱   |
| ۱۱۹۳۹۴ | 2001 TS38   | ۱۴ اکتبر ۲۰۰۱   |
| ۱۱۹۳۹۵ | 2001 TC40   | ۱۴ اکتبر ۲۰۰۱   |
| ۱۱۹۳۹۶ | 2001 TJ40   | ۱۴ اکتبر ۲۰۰۱   |
| ۱۱۹۳۹۷ | 2001 TQ43   | ۱۴ اکتبر ۲۰۰۱   |
| ۱۱۹۳۹۸ | 2001 TV46   | ۱۵ اکتبر ۲۰۰۱   |
| ۱۱۹۳۹۹ | 2001 TH49   | ۱۵ اکتبر ۲۰۰۱   |
| ۱۱۹۴۰۰ | 2001 TM50   | ۱۳ اکتبر ۲۰۰۱   |
| ۱۱۹۴۰۱ | 2001 TY50   | ۱۳ اکتبر ۲۰۰۱   |
| ۱۱۹۴۰۲ | 2001 TY51   | ۱۳ اکتبر ۲۰۰۱   |
| ۱۱۹۴۰۳ | 2001 TU62   | ۱۳ اکتبر ۲۰۰۱   |
| ۱۱۹۴۰۴ | 2001 TK63   | ۱۳ اکتبر ۲۰۰۱   |
| ۱۱۹۴۰۵ | 2001 TU64   | ۱۳ اکتبر ۲۰۰۱   |
| ۱۱۹۴۰۶ | 2001 TY64   | ۱۳ اکتبر ۲۰۰۱   |
| ۱۱۹۴۰۷ | 2001 TG69   | ۱۳ اکتبر ۲۰۰۱   |
| ۱۱۹۴۰۸ | 2001 TS70   | ۱۳ اکتبر ۲۰۰۱   |
| ۱۱۹۴۰۹ | 2001 TH72   | ۱۳ اکتبر ۲۰۰۱   |
| ۱۱۹۴۱۰ | 2001 TU72   | ۱۳ اکتبر ۲۰۰۱   |
| ۱۱۹۴۱۱ | 2001 TJ73   | ۱۳ اکتبر ۲۰۰۱   |
| ۱۱۹۴۱۲ | 2001 TE76   | ۱۳ اکتبر ۲۰۰۱   |
| ۱۱۹۴۱۳ | 2001 TF78   | ۱۳ اکتبر ۲۰۰۱   |
| ۱۱۹۴۱۴ | 2001 TQ80   | ۱۳ اکتبر ۲۰۰۱   |
| ۱۱۹۴۱۵ | 2001 TC84   | ۱۴ اکتبر ۲۰۰۱   |
| ۱۱۹۴۱۶ | 2001 TD87   | ۱۴ اکتبر ۲۰۰۱   |
| ۱۱۹۴۱۷ | 2001 TH88   | ۱۴ اکتبر ۲۰۰۱   |
| ۱۱۹۴۱۸ | 2001 TX88   | ۱۴ اکتبر ۲۰۰۱   |
| ۱۱۹۴۱۹ | 2001 TO91   | ۱۴ اکتبر ۲۰۰۱   |
| ۱۱۹۴۲۰ | 2001 TL92   | ۱۴ اکتبر ۲۰۰۱   |
| ۱۱۹۴۲۱ | 2001 TG94   | ۱۴ اکتبر ۲۰۰۱   |
| ۱۱۹۴۲۲ | 2001 TS94   | ۱۴ اکتبر ۲۰۰۱   |
| ۱۱۹۴۲۳ | 2001 TH98   | ۱۴ اکتبر ۲۰۰۱   |
| ۱۱۹۴۲۴ | 2001 TG104  | ۱۵ اکتبر ۲۰۰۱   |
| ۱۱۹۴۲۵ | 2001 TA107  | ۱۳ اکتبر ۲۰۰۱   |
| ۱۱۹۴۲۶ | 2001 TW107  | ۱۳ اکتبر ۲۰۰۱   |
| ۱۱۹۴۲۷ | 2001 TZ116  | ۱۴ اکتبر ۲۰۰۱   |
| ۱۱۹۴۲۸ | 2001 TP120  | ۱۵ اکتبر ۲۰۰۱   |
| ۱۱۹۴۲۹ | 2001 TH123  | ۱۲ اکتبر ۲۰۰۱   |
| ۱۱۹۴۳۰ | 2001 TK124  | ۱۲ اکتبر ۲۰۰۱   |
| ۱۱۹۴۳۱ | 2001 TM128  | ۱۲ اکتبر ۲۰۰۱   |
| ۱۱۹۴۳۲ | 2001 TL131  | ۱۱ اکتبر ۲۰۰۱   |
| ۱۱۹۴۳۳ | 2001 TT132  | ۱۲ اکتبر ۲۰۰۱   |
| ۱۱۹۴۳۴ | 2001 TL133  | ۱۲ اکتبر ۲۰۰۱   |
| ۱۱۹۴۳۵ | 2001 TP133  | ۱۲ اکتبر ۲۰۰۱   |
| ۱۱۹۴۳۶ | 2001 TL135  | ۱۳ اکتبر ۲۰۰۱   |
| ۱۱۹۴۳۷ | 2001 TZ136  | ۱۴ اکتبر ۲۰۰۱   |
| ۱۱۹۴۳۸ | 2001 TE138  | ۱۰ اکتبر ۲۰۰۱   |
| ۱۱۹۴۳۹ | 2001 TJ138  | ۱۰ اکتبر ۲۰۰۱   |
| ۱۱۹۴۴۰ | 2001 TN140  | ۱۰ اکتبر ۲۰۰۱   |
| ۱۱۹۴۴۱ | 2001 TR141  | ۱۰ اکتبر ۲۰۰۱   |
| ۱۱۹۴۴۲ | 2001 TC147  | ۱۰ اکتبر ۲۰۰۱   |
| ۱۱۹۴۴۳ | 2001 TF147  | ۱۰ اکتبر ۲۰۰۱   |
| ۱۱۹۴۴۴ | 2001 TY148  | ۱۰ اکتبر ۲۰۰۱   |
| ۱۱۹۴۴۵ | 2001 TM154  | ۱۵ اکتبر ۲۰۰۱   |
| ۱۱۹۴۴۶ | 2001 TT154  | ۱۵ اکتبر ۲۰۰۱   |
| ۱۱۹۴۴۷ | 2001 TC164  | ۱۱ اکتبر ۲۰۰۱   |
| ۱۱۹۴۴۸ | 2001 TX169  | ۱۵ اکتبر ۲۰۰۱   |
| ۱۱۹۴۴۹ | 2001 TX170  | ۱۵ اکتبر ۲۰۰۱   |
| ۱۱۹۴۵۰ | 2001 TO174  | ۱۵ اکتبر ۲۰۰۱   |
| ۱۱۹۴۵۱ | 2001 TJ175  | ۱۴ اکتبر ۲۰۰۱   |
| ۱۱۹۴۵۲ | 2001 TQ185  | ۱۴ اکتبر ۲۰۰۱   |
| ۱۱۹۴۵۳ | 2001 TF186  | ۱۴ اکتبر ۲۰۰۱   |
| ۱۱۹۴۵۴ | 2001 TS189  | ۱۴ اکتبر ۲۰۰۱   |
| ۱۱۹۴۵۵ | 2001 TV189  | ۱۴ اکتبر ۲۰۰۱   |
| ۱۱۹۴۵۶ | 2001 TQ191  | ۱۴ اکتبر ۲۰۰۱   |
| ۱۱۹۴۵۷ | 2001 TS191  | ۱۴ اکتبر ۲۰۰۱   |
| ۱۱۹۴۵۸ | 2001 TJ192  | ۱۴ اکتبر ۲۰۰۱   |
| ۱۱۹۴۵۹ | 2001 TV192  | ۱۴ اکتبر ۲۰۰۱   |
| ۱۱۹۴۶۰ | 2001 TQ194  | ۱۵ اکتبر ۲۰۰۱   |
| ۱۱۹۴۶۱ | 2001 TA202  | ۱۱ اکتبر ۲۰۰۱   |
| ۱۱۹۴۶۲ | 2001 TE203  | ۱۱ اکتبر ۲۰۰۱   |
| ۱۱۹۴۶۳ | 2001 TL208  | ۱۱ اکتبر ۲۰۰۱   |
| ۱۱۹۴۶۴ | 2001 TX226  | ۱۴ اکتبر ۲۰۰۱   |
| ۱۱۹۴۶۵ | 2001 TG233  | ۱۵ اکتبر ۲۰۰۱   |
| ۱۱۹۴۶۶ | 2001 UK5    | ۱۸ اکتبر ۲۰۰۱   |
| ۱۱۹۴۶۷ | 2001 UB7    | ۱۸ اکتبر ۲۰۰۱   |
| ۱۱۹۴۶۸ | 2001 UH8    | ۱۷ اکتبر ۲۰۰۱   |
| ۱۱۹۴۶۹ | 2001 UE11   | ۲۲ اکتبر ۲۰۰۱   |
| ۱۱۹۴۷۰ | 2001 UN13   | ۲۴ اکتبر ۲۰۰۱   |
| ۱۱۹۴۷۱ | 2001 UZ13   | ۲۴ اکتبر ۲۰۰۱   |
| ۱۱۹۴۷۲ | 2001 UM16   | ۲۵ اکتبر ۲۰۰۱   |
| ۱۱۹۴۷۳ | 2001 UO18   | ۱۹ اکتبر ۲۰۰۱   |
| ۱۱۹۴۷۴ | 2001 UW19   | ۱۶ اکتبر ۲۰۰۱   |
| ۱۱۹۴۷۵ | 2001 UF28   | ۱۶ اکتبر ۲۰۰۱   |
| ۱۱۹۴۷۶ | 2001 UG28   | ۱۶ اکتبر ۲۰۰۱   |
| ۱۱۹۴۷۷ | 2001 UH30   | ۱۶ اکتبر ۲۰۰۱   |
| ۱۱۹۴۷۸ | 2001 US32   | ۱۶ اکتبر ۲۰۰۱   |
| ۱۱۹۴۷۹ | 2001 UT33   | ۱۶ اکتبر ۲۰۰۱   |
| ۱۱۹۴۸۰ | 2001 UE34   | ۱۶ اکتبر ۲۰۰۱   |
| ۱۱۹۴۸۱ | 2001 UK34   | ۱۶ اکتبر ۲۰۰۱   |
| ۱۱۹۴۸۲ | 2001 UJ38   | ۱۷ اکتبر ۲۰۰۱   |
| ۱۱۹۴۸۳ | 2001 UH47   | ۱۷ اکتبر ۲۰۰۱   |
| ۱۱۹۴۸۴ | 2001 UT50   | ۱۷ اکتبر ۲۰۰۱   |
| ۱۱۹۴۸۵ | 2001 UU53   | ۱۷ اکتبر ۲۰۰۱   |
| ۱۱۹۴۸۶ | 2001 UD55   | ۱۶ اکتبر ۲۰۰۱   |
| ۱۱۹۴۸۷ | 2001 UT59   | ۱۷ اکتبر ۲۰۰۱   |
| ۱۱۹۴۸۸ | 2001 UK63   | ۱۷ اکتبر ۲۰۰۱   |
| ۱۱۹۴۸۹ | 2001 UM64   | ۱۸ اکتبر ۲۰۰۱   |
| ۱۱۹۴۹۰ | 2001 UA68   | ۲۰ اکتبر ۲۰۰۱   |
| ۱۱۹۴۹۱ | 2001 UM72   | ۲۰ اکتبر ۲۰۰۱   |
| ۱۱۹۴۹۲ | 2001 UF78   | ۲۰ اکتبر ۲۰۰۱   |
| ۱۱۹۴۹۳ | 2001 UA79   | ۲۰ اکتبر ۲۰۰۱   |
| ۱۱۹۴۹۴ | 2001 UK80   | ۲۰ اکتبر ۲۰۰۱   |
| ۱۱۹۴۹۵ | 2001 UW80   | ۲۰ اکتبر ۲۰۰۱   |
| ۱۱۹۴۹۶ | 2001 UW93   | ۱۹ اکتبر ۲۰۰۱   |
| ۱۱۹۴۹۷ | 2001 UR105  | ۲۰ اکتبر ۲۰۰۱   |
| ۱۱۹۴۹۸ | 2001 UU109  | ۲۰ اکتبر ۲۰۰۱   |
| ۱۱۹۴۹۹ | 2001 UV113  | ۲۲ اکتبر ۲۰۰۱   |
| ۱۱۹۵۰۰ | 2001 UO116  | ۲۲ اکتبر ۲۰۰۱   |
| ۱۱۹۵۰۱ | 2001 UL119  | ۲۲ اکتبر ۲۰۰۱   |
| ۱۱۹۵۰۲ | 2001 UH120  | ۲۲ اکتبر ۲۰۰۱   |
| ۱۱۹۵۰۳ | 2001 UR124  | ۲۲ اکتبر ۲۰۰۱   |
| ۱۱۹۵۰۴ | 2001 UQ126  | ۱۷ اکتبر ۲۰۰۱   |
| ۱۱۹۵۰۵ | 2001 UR127  | ۱۷ اکتبر ۲۰۰۱   |
| ۱۱۹۵۰۶ | 2001 UQ128  | ۲۰ اکتبر ۲۰۰۱   |
| ۱۱۹۵۰۷ | 2001 UP131  | ۲۰ اکتبر ۲۰۰۱   |
| ۱۱۹۵۰۸ | 2001 UD132  | ۲۰ اکتبر ۲۰۰۱   |
| ۱۱۹۵۰۹ | 2001 UH133  | ۲۱ اکتبر ۲۰۰۱   |
| ۱۱۹۵۱۰ | 2001 UW134  | ۲۱ اکتبر ۲۰۰۱   |
| ۱۱۹۵۱۱ | 2001 UX134  | ۲۱ اکتبر ۲۰۰۱   |
| ۱۱۹۵۱۲ | 2001 UC136  | ۲۲ اکتبر ۲۰۰۱   |
| ۱۱۹۵۱۳ | 2001 UU138  | ۲۳ اکتبر ۲۰۰۱   |
| ۱۱۹۵۱۴ | 2001 UT141  | ۲۳ اکتبر ۲۰۰۱   |
| ۱۱۹۵۱۵ | 2001 UL149  | ۲۳ اکتبر ۲۰۰۱   |
| ۱۱۹۵۱۶ | 2001 UP150  | ۲۳ اکتبر ۲۰۰۱   |
| ۱۱۹۵۱۷ | 2001 US150  | ۲۳ اکتبر ۲۰۰۱   |
| ۱۱۹۵۱۸ | 2001 UJ154  | ۲۳ اکتبر ۲۰۰۱   |
| ۱۱۹۵۱۹ | 2001 UJ157  | ۲۳ اکتبر ۲۰۰۱   |
| ۱۱۹۵۲۰ | 2001 UB159  | ۲۳ اکتبر ۲۰۰۱   |
| ۱۱۹۵۲۱ | 2001 UU161  | ۲۳ اکتبر ۲۰۰۱   |
| ۱۱۹۵۲۲ | 2001 UX162  | ۲۳ اکتبر ۲۰۰۱   |
| ۱۱۹۵۲۳ | 2001 UU164  | ۲۳ اکتبر ۲۰۰۱   |
| ۱۱۹۵۲۴ | 2001 UW167  | ۱۹ اکتبر ۲۰۰۱   |
| ۱۱۹۵۲۵ | 2001 UC169  | ۱۹ اکتبر ۲۰۰۱   |
| ۱۱۹۵۲۶ | 2001 UF175  | ۲۴ اکتبر ۲۰۰۱   |
| ۱۱۹۵۲۷ | 2001 UH177  | ۲۱ اکتبر ۲۰۰۱   |
| ۱۱۹۵۲۸ | 2001 US179  | ۲۶ اکتبر ۲۰۰۱   |
| ۱۱۹۵۲۹ | 2001 UY187  | ۱۷ اکتبر ۲۰۰۱   |
| ۱۱۹۵۳۰ | 2001 VE1    | ۶ نوامبر ۲۰۰۱   |
| ۱۱۹۵۳۱ | 2001 VX1    | ۸ نوامبر ۲۰۰۱   |
| ۱۱۹۵۳۲ | 2001 VD9    | ۹ نوامبر ۲۰۰۱   |
| ۱۱۹۵۳۳ | 2001 VV9    | ۹ نوامبر ۲۰۰۱   |
| ۱۱۹۵۳۴ | 2001 VL10   | ۱۰ نوامبر ۲۰۰۱  |
| ۱۱۹۵۳۵ | 2001 VR11   | ۱۰ نوامبر ۲۰۰۱  |
| ۱۱۹۵۳۶ | 2001 VP12   | ۱۰ نوامبر ۲۰۰۱  |
| ۱۱۹۵۳۷ | 2001 VF14   | ۱۰ نوامبر ۲۰۰۱  |
| ۱۱۹۵۳۸ | 2001 VD15   | ۱۰ نوامبر ۲۰۰۱  |
| ۱۱۹۵۳۹ | 2001 VL15   | ۱۰ نوامبر ۲۰۰۱  |
| ۱۱۹۵۴۰ | 2001 VJ18   | ۹ نوامبر ۲۰۰۱   |
| ۱۱۹۵۴۱ | 2001 VP20   | ۹ نوامبر ۲۰۰۱   |
| ۱۱۹۵۴۲ | 2001 VB26   | ۹ نوامبر ۲۰۰۱   |
| ۱۱۹۵۴۳ | 2001 VE26   | ۹ نوامبر ۲۰۰۱   |
| ۱۱۹۵۴۴ | 2001 VR26   | ۹ نوامبر ۲۰۰۱   |
| ۱۱۹۵۴۵ | 2001 VY26   | ۹ نوامبر ۲۰۰۱   |
| ۱۱۹۵۴۶ | 2001 VC29   | ۹ نوامبر ۲۰۰۱   |
| ۱۱۹۵۴۷ | 2001 VG29   | ۹ نوامبر ۲۰۰۱   |
| ۱۱۹۵۴۸ | 2001 VZ29   | ۹ نوامبر ۲۰۰۱   |
| ۱۱۹۵۴۹ | 2001 VO33   | ۹ نوامبر ۲۰۰۱   |
| ۱۱۹۵۵۰ | 2001 VG34   | ۹ نوامبر ۲۰۰۱   |
| ۱۱۹۵۵۱ | 2001 VX34   | ۹ نوامبر ۲۰۰۱   |
| ۱۱۹۵۵۲ | 2001 VN35   | ۹ نوامبر ۲۰۰۱   |
| ۱۱۹۵۵۳ | 2001 VH36   | ۹ نوامبر ۲۰۰۱   |
| ۱۱۹۵۵۴ | 2001 VQ36   | ۹ نوامبر ۲۰۰۱   |
| ۱۱۹۵۵۵ | 2001 VW39   | ۹ نوامبر ۲۰۰۱   |
| ۱۱۹۵۵۶ | 2001 VS41   | ۹ نوامبر ۲۰۰۱   |
| ۱۱۹۵۵۷ | 2001 VV41   | ۹ نوامبر ۲۰۰۱   |
| ۱۱۹۵۵۸ | 2001 VS42   | ۹ نوامبر ۲۰۰۱   |
| ۱۱۹۵۵۹ | 2001 VE45   | ۹ نوامبر ۲۰۰۱   |
| ۱۱۹۵۶۰ | 2001 VM46   | ۹ نوامبر ۲۰۰۱   |
| ۱۱۹۵۶۱ | 2001 VO48   | ۹ نوامبر ۲۰۰۱   |
| ۱۱۹۵۶۲ | 2001 VC66   | ۱۰ نوامبر ۲۰۰۱  |
| ۱۱۹۵۶۳ | 2001 VX68   | ۱۱ نوامبر ۲۰۰۱  |
| ۱۱۹۵۶۴ | 2001 VR69   | ۱۱ نوامبر ۲۰۰۱  |
| ۱۱۹۵۶۵ | 2001 VL72   | ۱۲ نوامبر ۲۰۰۱  |
| ۱۱۹۵۶۶ | 2001 VN72   | ۱۲ نوامبر ۲۰۰۱  |
| ۱۱۹۵۶۷ | 2001 VV79   | ۹ نوامبر ۲۰۰۱   |
| ۱۱۹۵۶۸ | 2001 VP81   | ۱۵ نوامبر ۲۰۰۱  |
| ۱۱۹۵۶۹ | 2001 VD82   | ۱۰ نوامبر ۲۰۰۱  |
| ۱۱۹۵۷۰ | 2001 VC84   | ۱۱ نوامبر ۲۰۰۱  |
| ۱۱۹۵۷۱ | 2001 VJ88   | ۱۲ نوامبر ۲۰۰۱  |
| ۱۱۹۵۷۲ | 2001 VM88   | ۱۵ نوامبر ۲۰۰۱  |
| ۱۱۹۵۷۳ | 2001 VP90   | ۱۵ نوامبر ۲۰۰۱  |
| ۱۱۹۵۷۴ | 2001 VT90   | ۱۵ نوامبر ۲۰۰۱  |
| ۱۱۹۵۷۵ | 2001 VK91   | ۱۵ نوامبر ۲۰۰۱  |
| ۱۱۹۵۷۶ | 2001 VF93   | ۱۵ نوامبر ۲۰۰۱  |
| ۱۱۹۵۷۷ | 2001 VB96   | ۱۵ نوامبر ۲۰۰۱  |
| ۱۱۹۵۷۸ | 2001 VX96   | ۱۵ نوامبر ۲۰۰۱  |
| ۱۱۹۵۷۹ | 2001 VU97   | ۱۵ نوامبر ۲۰۰۱  |
| ۱۱۹۵۸۰ | 2001 VD101  | ۱۲ نوامبر ۲۰۰۱  |
| ۱۱۹۵۸۱ | 2001 VK103  | ۱۲ نوامبر ۲۰۰۱  |
| ۱۱۹۵۸۲ | 2001 VL103  | ۱۲ نوامبر ۲۰۰۱  |
| ۱۱۹۵۸۳ | 2001 VM103  | ۱۲ نوامبر ۲۰۰۱  |
| ۱۱۹۵۸۴ | 2001 VS108  | ۱۲ نوامبر ۲۰۰۱  |
| ۱۱۹۵۸۵ | 2001 VX108  | ۱۲ نوامبر ۲۰۰۱  |
| ۱۱۹۵۸۶ | 2001 VZ108  | ۱۲ نوامبر ۲۰۰۱  |
| ۱۱۹۵۸۷ | 2001 VA110  | ۱۲ نوامبر ۲۰۰۱  |
| ۱۱۹۵۸۸ | 2001 VV110  | ۱۲ نوامبر ۲۰۰۱  |
| ۱۱۹۵۸۹ | 2001 VK113  | ۱۲ نوامبر ۲۰۰۱  |
| ۱۱۹۵۹۰ | 2001 VS117  | ۱۲ نوامبر ۲۰۰۱  |
| ۱۱۹۵۹۱ | 2001 VD118  | ۱۲ نوامبر ۲۰۰۱  |
| ۱۱۹۵۹۲ | 2001 VJ125  | ۱۵ نوامبر ۲۰۰۱  |
| ۱۱۹۵۹۳ | 2001 VA126  | ۱۴ نوامبر ۲۰۰۱  |
| ۱۱۹۵۹۴ | 2001 WC8    | ۱۷ نوامبر ۲۰۰۱  |
| ۱۱۹۵۹۵ | 2001 WY8    | ۱۷ نوامبر ۲۰۰۱  |
| ۱۱۹۵۹۶ | 2001 WT9    | ۱۷ نوامبر ۲۰۰۱  |
| ۱۱۹۵۹۷ | 2001 WS11   | ۱۷ نوامبر ۲۰۰۱  |
| ۱۱۹۵۹۸ | 2001 WT11   | ۱۷ نوامبر ۲۰۰۱  |
| ۱۱۹۵۹۹ | 2001 WB12   | ۱۷ نوامبر ۲۰۰۱  |
| ۱۱۹۶۰۰ | 2001 WM12   | ۱۷ نوامبر ۲۰۰۱  |
| ۱۱۹۶۰۱ | 2001 WA14   | ۱۷ نوامبر ۲۰۰۱  |
| ۱۱۹۶۰۲ | 2001 WD15   | ۲۴ نوامبر ۲۰۰۱  |
| ۱۱۹۶۰۳ | 2001 WW16   | ۱۷ نوامبر ۲۰۰۱  |
| ۱۱۹۶۰۴ | 2001 WT18   | ۱۷ نوامبر ۲۰۰۱  |
| ۱۱۹۶۰۵ | 2001 WY18   | ۱۷ نوامبر ۲۰۰۱  |
| ۱۱۹۶۰۶ | 2001 WM19   | ۱۷ نوامبر ۲۰۰۱  |
| ۱۱۹۶۰۷ | 2001 WT20   | ۱۷ نوامبر ۲۰۰۱  |
| ۱۱۹۶۰۸ | 2001 WC23   | ۲۷ نوامبر ۲۰۰۱  |
| ۱۱۹۶۰۹ | 2001 WN26   | ۱۷ نوامبر ۲۰۰۱  |
| ۱۱۹۶۱۰ | 2001 WV26   | ۱۷ نوامبر ۲۰۰۱  |
| ۱۱۹۶۱۱ | 2001 WY26   | ۱۷ نوامبر ۲۰۰۱  |
| ۱۱۹۶۱۲ | 2001 WY27   | ۱۷ نوامبر ۲۰۰۱  |
| ۱۱۹۶۱۳ | 2001 WT32   | ۱۷ نوامبر ۲۰۰۱  |
| ۱۱۹۶۱۴ | 2001 WM35   | ۱۷ نوامبر ۲۰۰۱  |
| ۱۱۹۶۱۵ | 2001 WO35   | ۱۷ نوامبر ۲۰۰۱  |
| ۱۱۹۶۱۶ | 2001 WH36   | ۱۷ نوامبر ۲۰۰۱  |
| ۱۱۹۶۱۷ | 2001 WL38   | ۱۷ نوامبر ۲۰۰۱  |
| ۱۱۹۶۱۸ | 2001 WL39   | ۱۷ نوامبر ۲۰۰۱  |
| ۱۱۹۶۱۹ | 2001 WP39   | ۱۷ نوامبر ۲۰۰۱  |
| ۱۱۹۶۲۰ | 2001 WY42   | ۱۸ نوامبر ۲۰۰۱  |
| ۱۱۹۶۲۱ | 2001 WQ43   | ۱۸ نوامبر ۲۰۰۱  |
| ۱۱۹۶۲۲ | 2001 WY48   | ۱۷ نوامبر ۲۰۰۱  |
| ۱۱۹۶۲۳ | 2001 WK53   | ۱۹ نوامبر ۲۰۰۱  |
| ۱۱۹۶۲۴ | 2001 WM73   | ۲۰ نوامبر ۲۰۰۱  |
| ۱۱۹۶۲۵ | 2001 WZ81   | ۲۰ نوامبر ۲۰۰۱  |
| ۱۱۹۶۲۶ | 2001 WD91   | ۲۱ نوامبر ۲۰۰۱  |
| ۱۱۹۶۲۷ | 2001 WJ99   | ۱۷ نوامبر ۲۰۰۱  |
| ۱۱۹۶۲۸ | 2001 WQ100  | ۱۶ نوامبر ۲۰۰۱  |
| ۱۱۹۶۲۹ | 2001 WP101  | ۱۷ نوامبر ۲۰۰۱  |
| ۱۱۹۶۳۰ | 2001 XJ5    | ۵ دسامبر ۲۰۰۱   |
| ۱۱۹۶۳۱ | 2001 XC7    | ۷ دسامبر ۲۰۰۱   |
| ۱۱۹۶۳۲ | 2001 XE11   | ۸ دسامبر ۲۰۰۱   |
| ۱۱۹۶۳۳ | 2001 XR13   | ۹ دسامبر ۲۰۰۱   |
| ۱۱۹۶۳۴ | 2001 XM16   | ۱۳ دسامبر ۲۰۰۱  |
| ۱۱۹۶۳۵ | 2001 XB17   | ۹ دسامبر ۲۰۰۱   |
| ۱۱۹۶۳۶ | 2001 XB18   | ۹ دسامبر ۲۰۰۱   |
| ۱۱۹۶۳۷ | 2001 XC19   | ۹ دسامبر ۲۰۰۱   |
| ۱۱۹۶۳۸ | 2001 XG24   | ۱۰ دسامبر ۲۰۰۱  |
| ۱۱۹۶۳۹ | 2001 XV24   | ۱۰ دسامبر ۲۰۰۱  |
| ۱۱۹۶۴۰ | 2001 XM25   | ۱۰ دسامبر ۲۰۰۱  |
| ۱۱۹۶۴۱ | 2001 XP25   | ۱۰ دسامبر ۲۰۰۱  |
| ۱۱۹۶۴۲ | 2001 XX28   | ۱۱ دسامبر ۲۰۰۱  |
| ۱۱۹۶۴۳ | 2001 XN30   | ۱۱ دسامبر ۲۰۰۱  |
| ۱۱۹۶۴۴ | 2001 XM36   | ۹ دسامبر ۲۰۰۱   |
| ۱۱۹۶۴۵ | 2001 XF40   | ۹ دسامبر ۲۰۰۱   |
| ۱۱۹۶۴۶ | 2001 XN40   | ۹ دسامبر ۲۰۰۱   |
| ۱۱۹۶۴۷ | 2001 XS40   | ۹ دسامبر ۲۰۰۱   |
| ۱۱۹۶۴۸ | 2001 XV41   | ۹ دسامبر ۲۰۰۱   |
| ۱۱۹۶۴۹ | 2001 XU45   | ۹ دسامبر ۲۰۰۱   |
| ۱۱۹۶۵۰ | 2001 XT48   | ۱۴ دسامبر ۲۰۰۱  |
| ۱۱۹۶۵۱ | 2001 XE49   | ۱۰ دسامبر ۲۰۰۱  |
| ۱۱۹۶۵۲ | 2001 XV49   | ۱۰ دسامبر ۲۰۰۱  |
| ۱۱۹۶۵۳ | 2001 XK54   | ۱۰ دسامبر ۲۰۰۱  |
| ۱۱۹۶۵۴ | 2001 XO54   | ۱۰ دسامبر ۲۰۰۱  |
| ۱۱۹۶۵۵ | 2001 XV55   | ۱۰ دسامبر ۲۰۰۱  |
| ۱۱۹۶۵۶ | 2001 XJ58   | ۱۰ دسامبر ۲۰۰۱  |
| ۱۱۹۶۵۷ | 2001 XQ58   | ۱۰ دسامبر ۲۰۰۱  |
| ۱۱۹۶۵۸ | 2001 XX58   | ۱۰ دسامبر ۲۰۰۱  |
| ۱۱۹۶۵۹ | 2001 XE62   | ۱۰ دسامبر ۲۰۰۱  |
| ۱۱۹۶۶۰ | 2001 XL62   | ۱۰ دسامبر ۲۰۰۱  |
| ۱۱۹۶۶۱ | 2001 XN62   | ۱۱ دسامبر ۲۰۰۱  |
| ۱۱۹۶۶۲ | 2001 XN63   | ۱۰ دسامبر ۲۰۰۱  |
| ۱۱۹۶۶۳ | 2001 XP65   | ۱۰ دسامبر ۲۰۰۱  |
| ۱۱۹۶۶۴ | 2001 XN67   | ۱۰ دسامبر ۲۰۰۱  |
| ۱۱۹۶۶۵ | 2001 XR67   | ۱۰ دسامبر ۲۰۰۱  |
| ۱۱۹۶۶۶ | 2001 XQ73   | ۱۱ دسامبر ۲۰۰۱  |
| ۱۱۹۶۶۷ | 2001 XY73   | ۱۱ دسامبر ۲۰۰۱  |
| ۱۱۹۶۶۸ | 2001 XB74   | ۱۱ دسامبر ۲۰۰۱  |
| ۱۱۹۶۶۹ | 2001 XR74   | ۱۱ دسامبر ۲۰۰۱  |
| ۱۱۹۶۷۰ | 2001 XO75   | ۱۱ دسامبر ۲۰۰۱  |
| ۱۱۹۶۷۱ | 2001 XO77   | ۱۱ دسامبر ۲۰۰۱  |
| ۱۱۹۶۷۲ | 2001 XC86   | ۱۱ دسامبر ۲۰۰۱  |
| ۱۱۹۶۷۳ | 2001 XN87   | ۱۳ دسامبر ۲۰۰۱  |
| ۱۱۹۶۷۴ | 2001 XY90   | ۱۰ دسامبر ۲۰۰۱  |
| ۱۱۹۶۷۵ | 2001 XX91   | ۱۰ دسامبر ۲۰۰۱  |
| ۱۱۹۶۷۶ | 2001 XG95   | ۱۰ دسامبر ۲۰۰۱  |
| ۱۱۹۶۷۷ | 2001 XW96   | ۱۰ دسامبر ۲۰۰۱  |
| ۱۱۹۶۷۸ | 2001 XX105  | ۱۰ دسامبر ۲۰۰۱  |
| ۱۱۹۶۷۹ | 2001 XV107  | ۱۰ دسامبر ۲۰۰۱  |
| ۱۱۹۶۸۰ | 2001 XX107  | ۱۰ دسامبر ۲۰۰۱  |
| ۱۱۹۶۸۱ | 2001 XY107  | ۱۰ دسامبر ۲۰۰۱  |
| ۱۱۹۶۸۲ | 2001 XE108  | ۱۰ دسامبر ۲۰۰۱  |
| ۱۱۹۶۸۳ | 2001 XB110  | ۱۱ دسامبر ۲۰۰۱  |
| ۱۱۹۶۸۴ | 2001 XC113  | ۱۱ دسامبر ۲۰۰۱  |
| ۱۱۹۶۸۵ | 2001 XS114  | ۱۳ دسامبر ۲۰۰۱  |
| ۱۱۹۶۸۶ | 2001 XY116  | ۱۳ دسامبر ۲۰۰۱  |
| ۱۱۹۶۸۷ | 2001 XQ121  | ۱۴ دسامبر ۲۰۰۱  |
| ۱۱۹۶۸۸ | 2001 XK126  | ۱۴ دسامبر ۲۰۰۱  |
| ۱۱۹۶۸۹ | 2001 XJ129  | ۱۴ دسامبر ۲۰۰۱  |
| ۱۱۹۶۹۰ | 2001 XP130  | ۱۴ دسامبر ۲۰۰۱  |
| ۱۱۹۶۹۱ | 2001 XK132  | ۱۴ دسامبر ۲۰۰۱  |
| ۱۱۹۶۹۲ | 2001 XN140  | ۱۴ دسامبر ۲۰۰۱  |
| ۱۱۹۶۹۳ | 2001 XD145  | ۱۴ دسامبر ۲۰۰۱  |
| ۱۱۹۶۹۴ | 2001 XE146  | ۱۴ دسامبر ۲۰۰۱  |
| ۱۱۹۶۹۵ | 2001 XP148  | ۱۴ دسامبر ۲۰۰۱  |
| ۱۱۹۶۹۶ | 2001 XC152  | ۱۴ دسامبر ۲۰۰۱  |
| ۱۱۹۶۹۷ | 2001 XT152  | ۱۴ دسامبر ۲۰۰۱  |
| ۱۱۹۶۹۸ | 2001 XA155  | ۱۴ دسامبر ۲۰۰۱  |
| ۱۱۹۶۹۹ | 2001 XV155  | ۱۴ دسامبر ۲۰۰۱  |
| ۱۱۹۷۰۰ | 2001 XE156  | ۱۴ دسامبر ۲۰۰۱  |
| ۱۱۹۷۰۱ | 2001 XW156  | ۱۴ دسامبر ۲۰۰۱  |
| ۱۱۹۷۰۲ | 2001 XM157  | ۱۴ دسامبر ۲۰۰۱  |
| ۱۱۹۷۰۳ | 2001 XG158  | ۱۴ دسامبر ۲۰۰۱  |
| ۱۱۹۷۰۴ | 2001 XW164  | ۱۴ دسامبر ۲۰۰۱  |
| ۱۱۹۷۰۵ | 2001 XP169  | ۱۴ دسامبر ۲۰۰۱  |
| ۱۱۹۷۰۶ | 2001 XW183  | ۱۴ دسامبر ۲۰۰۱  |
| ۱۱۹۷۰۷ | 2001 XA185  | ۱۴ دسامبر ۲۰۰۱  |
| ۱۱۹۷۰۸ | 2001 XN185  | ۱۴ دسامبر ۲۰۰۱  |
| ۱۱۹۷۰۹ | 2001 XR186  | ۱۴ دسامبر ۲۰۰۱  |
| ۱۱۹۷۱۰ | 2001 XP191  | ۱۴ دسامبر ۲۰۰۱  |
| ۱۱۹۷۱۱ | 2001 XP193  | ۱۴ دسامبر ۲۰۰۱  |
| ۱۱۹۷۱۲ | 2001 XU195  | ۱۴ دسامبر ۲۰۰۱  |
| ۱۱۹۷۱۳ | 2001 XV203  | ۱۱ دسامبر ۲۰۰۱  |
| ۱۱۹۷۱۴ | 2001 XG205  | ۱۱ دسامبر ۲۰۰۱  |
| ۱۱۹۷۱۵ | 2001 XX207  | ۱۱ دسامبر ۲۰۰۱  |
| ۱۱۹۷۱۶ | 2001 XH208  | ۱۱ دسامبر ۲۰۰۱  |
| ۱۱۹۷۱۷ | 2001 XX220  | ۱۵ دسامبر ۲۰۰۱  |
| ۱۱۹۷۱۸ | 2001 XZ222  | ۱۵ دسامبر ۲۰۰۱  |
| ۱۱۹۷۱۹ | 2001 XS228  | ۱۵ دسامبر ۲۰۰۱  |
| ۱۱۹۷۲۰ | 2001 XB236  | ۱۵ دسامبر ۲۰۰۱  |
| ۱۱۹۷۲۱ | 2001 XT236  | ۱۵ دسامبر ۲۰۰۱  |
| ۱۱۹۷۲۲ | 2001 XN238  | ۱۵ دسامبر ۲۰۰۱  |
| ۱۱۹۷۲۳ | 2001 XO244  | ۱۵ دسامبر ۲۰۰۱  |
| ۱۱۹۷۲۴ | 2001 XX244  | ۱۵ دسامبر ۲۰۰۱  |
| ۱۱۹۷۲۵ | 2001 XO256  | ۷ دسامبر ۲۰۰۱   |
| ۱۱۹۷۲۶ | 2001 XB257  | ۷ دسامبر ۲۰۰۱   |
| ۱۱۹۷۲۷ | 2001 XG257  | ۷ دسامبر ۲۰۰۱   |
| ۱۱۹۷۲۸ | 2001 XT259  | ۹ دسامبر ۲۰۰۱   |
| ۱۱۹۷۲۹ | 2001 XX260  | ۱۰ دسامبر ۲۰۰۱  |
| ۱۱۹۷۳۰ | 2001 YP7    | ۱۷ دسامبر ۲۰۰۱  |
| ۱۱۹۷۳۱ | 2001 YB8    | ۱۷ دسامبر ۲۰۰۱  |
| ۱۱۹۷۳۲ | 2001 YM8    | ۱۷ دسامبر ۲۰۰۱  |
| ۱۱۹۷۳۳ | 2001 YQ10   | ۱۷ دسامبر ۲۰۰۱  |
| ۱۱۹۷۳۴ | 2001 YE14   | ۱۷ دسامبر ۲۰۰۱  |
| ۱۱۹۷۳۵ | 2001 YS17   | ۱۷ دسامبر ۲۰۰۱  |
| ۱۱۹۷۳۶ | 2001 YM22   | ۱۸ دسامبر ۲۰۰۱  |
| ۱۱۹۷۳۷ | 2001 YJ23   | ۱۸ دسامبر ۲۰۰۱  |
| ۱۱۹۷۳۸ | 2001 YV23   | ۱۸ دسامبر ۲۰۰۱  |
| ۱۱۹۷۳۹ | 2001 YN24   | ۱۸ دسامبر ۲۰۰۱  |
| ۱۱۹۷۴۰ | 2001 YP28   | ۱۸ دسامبر ۲۰۰۱  |
| ۱۱۹۷۴۱ | 2001 YC37   | ۱۸ دسامبر ۲۰۰۱  |
| ۱۱۹۷۴۲ | 2001 YJ37   | ۱۸ دسامبر ۲۰۰۱  |
| ۱۱۹۷۴۳ | 2001 YW40   | ۱۸ دسامبر ۲۰۰۱  |
| ۱۱۹۷۴۴ | 2001 YN42   | ۱۸ دسامبر ۲۰۰۱  |
| ۱۱۹۷۴۵ | 2001 YU44   | ۱۸ دسامبر ۲۰۰۱  |
| ۱۱۹۷۴۶ | 2001 YZ51   | ۱۸ دسامبر ۲۰۰۱  |
| ۱۱۹۷۴۷ | 2001 YP52   | ۱۸ دسامبر ۲۰۰۱  |
| ۱۱۹۷۴۸ | 2001 YO53   | ۱۸ دسامبر ۲۰۰۱  |
| ۱۱۹۷۴۹ | 2001 YG62   | ۱۸ دسامبر ۲۰۰۱  |
| ۱۱۹۷۵۰ | 2001 YL64   | ۱۸ دسامبر ۲۰۰۱  |
| ۱۱۹۷۵۱ | 2001 YL68   | ۱۸ دسامبر ۲۰۰۱  |
| ۱۱۹۷۵۲ | 2001 YN77   | ۱۸ دسامبر ۲۰۰۱  |
| ۱۱۹۷۵۳ | 2001 YO90   | ۱۸ دسامبر ۲۰۰۱  |
| ۱۱۹۷۵۴ | 2001 YU91   | ۱۷ دسامبر ۲۰۰۱  |
| ۱۱۹۷۵۵ | 2001 YO102  | ۱۷ دسامبر ۲۰۰۱  |
| ۱۱۹۷۵۶ | 2001 YT105  | ۱۷ دسامبر ۲۰۰۱  |
| ۱۱۹۷۵۷ | 2001 YE108  | ۱۷ دسامبر ۲۰۰۱  |
| ۱۱۹۷۵۸ | 2001 YV112  | ۱۹ دسامبر ۲۰۰۱  |
| ۱۱۹۷۵۹ | 2001 YX112  | ۱۸ دسامبر ۲۰۰۱  |
| ۱۱۹۷۶۰ | 2001 YN113  | ۱۹ دسامبر ۲۰۰۱  |
| ۱۱۹۷۶۱ | 2001 YK116  | ۱۸ دسامبر ۲۰۰۱  |
| ۱۱۹۷۶۲ | 2001 YS117  | ۱۸ دسامبر ۲۰۰۱  |
| ۱۱۹۷۶۳ | 2001 YM120  | ۲۰ دسامبر ۲۰۰۱  |
| ۱۱۹۷۶۴ | 2001 YO121  | ۱۷ دسامبر ۲۰۰۱  |
| ۱۱۹۷۶۵ | 2001 YF122  | ۱۷ دسامبر ۲۰۰۱  |
| ۱۱۹۷۶۶ | 2001 YA130  | ۱۷ دسامبر ۲۰۰۱  |
| ۱۱۹۷۶۷ | 2001 YQ133  | ۱۸ دسامبر ۲۰۰۱  |
| ۱۱۹۷۶۸ | 2001 YA136  | ۲۲ دسامبر ۲۰۰۱  |
| ۱۱۹۷۶۹ | 2001 YD136  | ۲۲ دسامبر ۲۰۰۱  |
| ۱۱۹۷۷۰ | 2001 YK136  | ۲۲ دسامبر ۲۰۰۱  |
| ۱۱۹۷۷۱ | 2001 YV151  | ۱۹ دسامبر ۲۰۰۱  |
| ۱۱۹۷۷۲ | 2002 AV3    | ۸ ژانویه ۲۰۰۲   |
| ۱۱۹۷۷۳ | 2002 AB11   | ۱۱ ژانویه ۲۰۰۲  |
| ۱۱۹۷۷۴ | 2002 AP28   | ۷ ژانویه ۲۰۰۲   |
| ۱۱۹۷۷۵ | 2002 AX29   | ۸ ژانویه ۲۰۰۲   |
| ۱۱۹۷۷۶ | 2002 AF35   | ۸ ژانویه ۲۰۰۲   |
| ۱۱۹۷۷۷ | 2002 AN35   | ۸ ژانویه ۲۰۰۲   |
| ۱۱۹۷۷۸ | 2002 AF38   | ۹ ژانویه ۲۰۰۲   |
| ۱۱۹۷۷۹ | 2002 AX44   | ۹ ژانویه ۲۰۰۲   |
| ۱۱۹۷۸۰ | 2002 AA46   | ۹ ژانویه ۲۰۰۲   |
| ۱۱۹۷۸۱ | 2002 AF49   | ۹ ژانویه ۲۰۰۲   |
| ۱۱۹۷۸۲ | 2002 AC51   | ۹ ژانویه ۲۰۰۲   |
| ۱۱۹۷۸۳ | 2002 AZ51   | ۹ ژانویه ۲۰۰۲   |
| ۱۱۹۷۸۴ | 2002 AQ55   | ۹ ژانویه ۲۰۰۲   |
| ۱۱۹۷۸۵ | 2002 AM57   | ۹ ژانویه ۲۰۰۲   |
| ۱۱۹۷۸۶ | 2002 AE65   | ۱۱ ژانویه ۲۰۰۲  |
| ۱۱۹۷۸۷ | 2002 AN76   | ۸ ژانویه ۲۰۰۲   |
| ۱۱۹۷۸۸ | 2002 AJ81   | ۹ ژانویه ۲۰۰۲   |
| ۱۱۹۷۸۹ | 2002 AG85   | ۹ ژانویه ۲۰۰۲   |
| ۱۱۹۷۹۰ | 2002 AQ87   | ۹ ژانویه ۲۰۰۲   |
| ۱۱۹۷۹۱ | 2002 AS96   | ۸ ژانویه ۲۰۰۲   |
| ۱۱۹۷۹۲ | 2002 AR103  | ۹ ژانویه ۲۰۰۲   |
| ۱۱۹۷۹۳ | 2002 AE104  | ۹ ژانویه ۲۰۰۲   |
| ۱۱۹۷۹۴ | 2002 AL107  | ۹ ژانویه ۲۰۰۲   |
| ۱۱۹۷۹۵ | 2002 AR109  | ۹ ژانویه ۲۰۰۲   |
| ۱۱۹۷۹۶ | 2002 AB113  | ۹ ژانویه ۲۰۰۲   |
| ۱۱۹۷۹۷ | 2002 AD120  | ۹ ژانویه ۲۰۰۲   |
| ۱۱۹۷۹۸ | 2002 AM127  | ۱۳ ژانویه ۲۰۰۲  |
| ۱۱۹۷۹۹ | 2002 AH133  | ۸ ژانویه ۲۰۰۲   |
| ۱۱۹۸۰۰ | 2002 AG134  | ۹ ژانویه ۲۰۰۲   |
| ۱۱۹۸۰۱ | 2002 AO135  | ۹ ژانویه ۲۰۰۲   |
| ۱۱۹۸۰۲ | 2002 AZ138  | ۹ ژانویه ۲۰۰۲   |
| ۱۱۹۸۰۳ | 2002 AE139  | ۹ ژانویه ۲۰۰۲   |
| ۱۱۹۸۰۴ | 2002 AZ139  | ۱۳ ژانویه ۲۰۰۲  |
| ۱۱۹۸۰۵ | 2002 AR140  | ۱۳ ژانویه ۲۰۰۲  |
| ۱۱۹۸۰۶ | 2002 AA149  | ۱۳ ژانویه ۲۰۰۲  |
| ۱۱۹۸۰۷ | 2002 AD151  | ۱۴ ژانویه ۲۰۰۲  |
| ۱۱۹۸۰۸ | 2002 AX152  | ۱۴ ژانویه ۲۰۰۲  |
| ۱۱۹۸۰۹ | 2002 AD154  | ۱۴ ژانویه ۲۰۰۲  |
| ۱۱۹۸۱۰ | 2002 AA156  | ۱۴ ژانویه ۲۰۰۲  |
| ۱۱۹۸۱۱ | 2002 AC156  | ۱۴ ژانویه ۲۰۰۲  |
| ۱۱۹۸۱۲ | 2002 AS157  | ۱۳ ژانویه ۲۰۰۲  |
| ۱۱۹۸۱۳ | 2002 AV159  | ۱۳ ژانویه ۲۰۰۲  |
| ۱۱۹۸۱۴ | 2002 AY159  | ۱۳ ژانویه ۲۰۰۲  |
| ۱۱۹۸۱۵ | 2002 AY169  | ۱۴ ژانویه ۲۰۰۲  |
| ۱۱۹۸۱۶ | 2002 AC170  | ۱۴ ژانویه ۲۰۰۲  |
| ۱۱۹۸۱۷ | 2002 AY170  | ۱۴ ژانویه ۲۰۰۲  |
| ۱۱۹۸۱۸ | 2002 AO172  | ۱۴ ژانویه ۲۰۰۲  |
| ۱۱۹۸۱۹ | 2002 AE173  | ۱۴ ژانویه ۲۰۰۲  |
| ۱۱۹۸۲۰ | 2002 AG175  | ۱۴ ژانویه ۲۰۰۲  |
| ۱۱۹۸۲۱ | 2002 AL195  | ۱۳ ژانویه ۲۰۰۲  |
| ۱۱۹۸۲۲ | 2002 AY202  | ۱۴ ژانویه ۲۰۰۲  |
| ۱۱۹۸۲۳ | 2002 BB2    | ۲۲ ژانویه ۲۰۰۲  |
| ۱۱۹۸۲۴ | 2002 BO3    | ۲۰ ژانویه ۲۰۰۲  |
| ۱۱۹۸۲۵ | 2002 BZ8    | ۱۸ ژانویه ۲۰۰۲  |
| ۱۱۹۸۲۶ | 2002 BX9    | ۱۸ ژانویه ۲۰۰۲  |
| ۱۱۹۸۲۷ | 2002 BE10   | ۱۸ ژانویه ۲۰۰۲  |
| ۱۱۹۸۲۸ | 2002 BW19   | ۲۲ ژانویه ۲۰۰۲  |
| ۱۱۹۸۲۹ | 2002 BP22   | ۲۳ ژانویه ۲۰۰۲  |
| ۱۱۹۸۳۰ | 2002 BO23   | ۲۳ ژانویه ۲۰۰۲  |
| ۱۱۹۸۳۱ | 2002 BM28   | ۱۹ ژانویه ۲۰۰۲  |
| ۱۱۹۸۳۲ | 2002 CL2    | ۶ فوریه ۲۰۰۲    |
| ۱۱۹۸۳۳ | 2002 CT2    | ۳ فوریه ۲۰۰۲    |
| ۱۱۹۸۳۴ | 2002 CK3    | ۳ فوریه ۲۰۰۲    |
| ۱۱۹۸۳۵ | 2002 CC8    | ۴ فوریه ۲۰۰۲    |
| ۱۱۹۸۳۶ | 2002 CS12   | ۸ فوریه ۲۰۰۲    |
| ۱۱۹۸۳۷ | 2002 CY12   | ۸ فوریه ۲۰۰۲    |
| ۱۱۹۸۳۸ | 2002 CA16   | ۹ فوریه ۲۰۰۲    |
| ۱۱۹۸۳۹ | 2002 CX17   | ۶ فوریه ۲۰۰۲    |
| ۱۱۹۸۴۰ | 2002 CE23   | ۵ فوریه ۲۰۰۲    |
| ۱۱۹۸۴۱ | 2002 CN27   | ۶ فوریه ۲۰۰۲    |
| ۱۱۹۸۴۲ | 2002 CN35   | ۷ فوریه ۲۰۰۲    |
| ۱۱۹۸۴۳ | 2002 CO39   | ۱۱ فوریه ۲۰۰۲   |
| ۱۱۹۸۴۴ | 2002 CC40   | ۵ فوریه ۲۰۰۲    |
| ۱۱۹۸۴۵ | 2002 CD46   | ۸ فوریه ۲۰۰۲    |
| ۱۱۹۸۴۶ | 2002 CL46   | ۶ فوریه ۲۰۰۲    |
| ۱۱۹۸۴۷ | 2002 CF48   | ۳ فوریه ۲۰۰۲    |
| ۱۱۹۸۴۸ | 2002 CJ55   | ۷ فوریه ۲۰۰۲    |
| ۱۱۹۸۴۹ | 2002 CC60   | ۶ فوریه ۲۰۰۲    |
| ۱۱۹۸۵۰ | 2002 CY61   | ۶ فوریه ۲۰۰۲    |
| ۱۱۹۸۵۱ | 2002 CG62   | ۶ فوریه ۲۰۰۲    |
| ۱۱۹۸۵۲ | 2002 CU65   | ۶ فوریه ۲۰۰۲    |
| ۱۱۹۸۵۳ | 2002 CR75   | ۷ فوریه ۲۰۰۲    |
| ۱۱۹۸۵۴ | 2002 CY76   | ۷ فوریه ۲۰۰۲    |
| ۱۱۹۸۵۵ | 2002 CH78   | ۷ فوریه ۲۰۰۲    |
| ۱۱۹۸۵۶ | 2002 CJ83   | ۷ فوریه ۲۰۰۲    |
| ۱۱۹۸۵۷ | 2002 CX83   | ۷ فوریه ۲۰۰۲    |
| ۱۱۹۸۵۸ | 2002 CN94   | ۷ فوریه ۲۰۰۲    |
| ۱۱۹۸۵۹ | 2002 CB110  | ۷ فوریه ۲۰۰۲    |
| ۱۱۹۸۶۰ | 2002 CE120  | ۷ فوریه ۲۰۰۲    |
| ۱۱۹۸۶۱ | 2002 CV120  | ۷ فوریه ۲۰۰۲    |
| ۱۱۹۸۶۲ | 2002 CY121  | ۷ فوریه ۲۰۰۲    |
| ۱۱۹۸۶۳ | 2002 CU123  | ۷ فوریه ۲۰۰۲    |
| ۱۱۹۸۶۴ | 2002 CA132  | ۷ فوریه ۲۰۰۲    |
| ۱۱۹۸۶۵ | 2002 CE140  | ۸ فوریه ۲۰۰۲    |
| ۱۱۹۸۶۶ | 2002 CL142  | ۸ فوریه ۲۰۰۲    |
| ۱۱۹۸۶۷ | 2002 CW144  | ۹ فوریه ۲۰۰۲    |
| ۱۱۹۸۶۸ | 2002 CU149  | ۱۰ فوریه ۲۰۰۲   |
| ۱۱۹۸۶۹ | 2002 CY162  | ۸ فوریه ۲۰۰۲    |
| ۱۱۹۸۷۰ | 2002 CL163  | ۸ فوریه ۲۰۰۲    |
| ۱۱۹۸۷۱ | 2002 CP167  | ۸ فوریه ۲۰۰۲    |
| ۱۱۹۸۷۲ | 2002 CC168  | ۸ فوریه ۲۰۰۲    |
| ۱۱۹۸۷۳ | 2002 CN168  | ۸ فوریه ۲۰۰۲    |
| ۱۱۹۸۷۴ | 2002 CP170  | ۸ فوریه ۲۰۰۲    |
| ۱۱۹۸۷۵ | 2002 CT174  | ۸ فوریه ۲۰۰۲    |
| ۱۱۹۸۷۶ | 2002 CO195  | ۱۰ فوریه ۲۰۰۲   |
| ۱۱۹۸۷۷ | 2002 CF202  | ۱۰ فوریه ۲۰۰۲   |
| ۱۱۹۸۷۸ | 2002 CY224  | ۷ فوریه ۲۰۰۲    |
| ۱۱۹۸۷۹ | 2002 CE238  | ۱۱ فوریه ۲۰۰۲   |
| ۱۱۹۸۸۰ | 2002 CH238  | ۱۱ فوریه ۲۰۰۲   |
| ۱۱۹۸۸۱ | 2002 CA239  | ۱۱ فوریه ۲۰۰۲   |
| ۱۱۹۸۸۲ | 2002 CP239  | ۱۱ فوریه ۲۰۰۲   |
| ۱۱۹۸۸۳ | 2002 CE241  | ۱۱ فوریه ۲۰۰۲   |
| ۱۱۹۸۸۴ | 2002 CJ241  | ۱۱ فوریه ۲۰۰۲   |
| ۱۱۹۸۸۵ | 2002 CZ244  | ۱۳ فوریه ۲۰۰۲   |
| ۱۱۹۸۸۶ | 2002 CC247  | ۱۵ فوریه ۲۰۰۲   |
| ۱۱۹۸۸۷ | 2002 CH252  | ۴ فوریه ۲۰۰۲    |
| ۱۱۹۸۸۸ | 2002 CP254  | ۶ فوریه ۲۰۰۲    |
| ۱۱۹۸۸۹ | 2002 CX254  | ۶ فوریه ۲۰۰۲    |
| ۱۱۹۸۹۰ | 2002 CD258  | ۶ فوریه ۲۰۰۲    |
| ۱۱۹۸۹۱ | 2002 CQ261  | ۷ فوریه ۲۰۰۲    |
| ۱۱۹۸۹۲ | 2002 CL266  | ۷ فوریه ۲۰۰۲    |
| ۱۱۹۸۹۳ | 2002 CF272  | ۸ فوریه ۲۰۰۲    |
| ۱۱۹۸۹۴ | 2002 CH272  | ۸ فوریه ۲۰۰۲    |
| ۱۱۹۸۹۵ | 2002 CY272  | ۸ فوریه ۲۰۰۲    |
| ۱۱۹۸۹۶ | 2002 CV274  | ۸ فوریه ۲۰۰۲    |
| ۱۱۹۸۹۷ | 2002 CZ277  | ۷ فوریه ۲۰۰۲    |
| ۱۱۹۸۹۸ | 2002 CO289  | ۱۰ فوریه ۲۰۰۲   |
| ۱۱۹۸۹۹ | 2002 CM299  | ۱۲ فوریه ۲۰۰۲   |
| ۱۱۹۹۰۰ | 2002 CK306  | ۶ فوریه ۲۰۰۲    |
| ۱۱۹۹۰۱ | 2002 CP306  | ۶ فوریه ۲۰۰۲    |
| ۱۱۹۹۰۲ | 2002 DH8    | ۱۹ فوریه ۲۰۰۲   |
| ۱۱۹۹۰۳ | 2002 EE6    | ۱۲ مارس ۲۰۰۲    |
| ۱۱۹۹۰۴ | 2002 EX6    | ۶ مارس ۲۰۰۲     |
| ۱۱۹۹۰۵ | 2002 EH10   | ۱۴ مارس ۲۰۰۲    |
| ۱۱۹۹۰۶ | 2002 EO10   | ۱۱ مارس ۲۰۰۲    |
| ۱۱۹۹۰۷ | 2002 EJ12   | ۱۴ مارس ۲۰۰۲    |
| ۱۱۹۹۰۸ | 2002 EO23   | ۵ مارس ۲۰۰۲     |
| ۱۱۹۹۰۹ | 2002 EL28   | ۹ مارس ۲۰۰۲     |
| ۱۱۹۹۱۰ | 2002 ET30   | ۹ مارس ۲۰۰۲     |
| ۱۱۹۹۱۱ | 2002 EN31   | ۱۰ مارس ۲۰۰۲    |
| ۱۱۹۹۱۲ | 2002 EQ51   | ۱۲ مارس ۲۰۰۲    |
| ۱۱۹۹۱۳ | 2002 EU55   | ۱۳ مارس ۲۰۰۲    |
| ۱۱۹۹۱۴ | 2002 EV57   | ۱۳ مارس ۲۰۰۲    |
| ۱۱۹۹۱۵ | 2002 EX78   | ۱۰ مارس ۲۰۰۲    |
| ۱۱۹۹۱۶ | 2002 ER83   | ۹ مارس ۲۰۰۲     |
| ۱۱۹۹۱۷ | 2002 ER84   | ۹ مارس ۲۰۰۲     |
| ۱۱۹۹۱۸ | 2002 EX84   | ۹ مارس ۲۰۰۲     |
| ۱۱۹۹۱۹ | 2002 EG85   | ۹ مارس ۲۰۰۲     |
| ۱۱۹۹۲۰ | 2002 EW88   | ۹ مارس ۲۰۰۲     |
| ۱۱۹۹۲۱ | 2002 EE101  | ۶ مارس ۲۰۰۲     |
| ۱۱۹۹۲۲ | 2002 ES112  | ۱۰ مارس ۲۰۰۲    |
| ۱۱۹۹۲۳ | 2002 EP121  | ۱۱ مارس ۲۰۰۲    |
| ۱۱۹۹۲۴ | 2002 EB125  | ۱۲ مارس ۲۰۰۲    |
| ۱۱۹۹۲۵ | 2002 EY129  | ۱۲ مارس ۲۰۰۲    |
| ۱۱۹۹۲۶ | 2002 EL132  | ۱۳ مارس ۲۰۰۲    |
| ۱۱۹۹۲۷ | 2002 EK135  | ۱۴ مارس ۲۰۰۲    |
| ۱۱۹۹۲۸ | 2002 EZ140  | ۱۲ مارس ۲۰۰۲    |
| ۱۱۹۹۲۹ | 2002 FE7    | ۲۴ مارس ۲۰۰۲    |
| ۱۱۹۹۳۰ | 2002 FH27   | ۲۰ مارس ۲۰۰۲    |
| ۱۱۹۹۳۱ | 2002 FA34   | ۲۰ مارس ۲۰۰۲    |
| ۱۱۹۹۳۲ | 2002 FS38   | ۳۰ مارس ۲۰۰۲    |
| ۱۱۹۹۳۲ | 2002 GN     | ۳ آوریل ۲۰۰۲    |
| ۱۱۹۹۳۴ | 2002 GW4    | ۱۰ آوریل ۲۰۰۲   |
| ۱۱۹۹۳۵ | 2002 GD23   | ۱۵ آوریل ۲۰۰۲   |
| ۱۱۹۹۳۶ | 2002 GC27   | ۱۵ آوریل ۲۰۰۲   |
| ۱۱۹۹۳۷ | 2002 GR49   | ۵ آوریل ۲۰۰۲    |
| ۱۱۹۹۳۸ | 2002 GQ54   | ۵ آوریل ۲۰۰۲    |
| ۱۱۹۹۳۹ | 2002 GN69   | ۸ آوریل ۲۰۰۲    |
| ۱۱۹۹۴۰ | 2002 GQ79   | ۱۰ آوریل ۲۰۰۲   |
| ۱۱۹۹۴۱ | 2002 GS105  | ۱۱ آوریل ۲۰۰۲   |
| ۱۱۹۹۴۲ | 2002 GJ129  | ۱۲ آوریل ۲۰۰۲   |
| ۱۱۹۹۴۳ | 2002 GJ148  | ۱۴ آوریل ۲۰۰۲   |
| ۱۱۹۹۴۴ | 2002 GN171  | ۱۰ آوریل ۲۰۰۲   |
| ۱۱۹۹۴۵ | 2002 JH12   | ۴ مه ۲۰۰۲       |
| ۱۱۹۹۴۶ | 2002 JD53   | ۹ مه ۲۰۰۲       |
| ۱۱۹۹۴۷ | 2002 JZ71   | ۸ مه ۲۰۰۲       |
| ۱۱۹۹۴۸ | 2002 JH121  | ۵ مه ۲۰۰۲       |
| ۱۱۹۹۴۸ | 2002 KD     | ۱۶ مه ۲۰۰۲      |
| ۱۱۹۹۵۰ | 2002 KF2    | ۱۶ مه ۲۰۰۲      |
| ۱۱۹۹۵۱ | 2002 KX14   | ۱۷ مه ۲۰۰۲      |
| ۱۱۹۹۵۲ | 2002 LD51   | ۹ ژوئن ۲۰۰۲     |
| ۱۱۹۹۵۲ | 2002 ML     | ۱۷ ژوئن ۲۰۰۲    |
| ۱۱۹۹۵۴ | 2002 NR24   | ۹ ژوئیه ۲۰۰۲    |
| ۱۱۹۹۵۵ | 2002 OB2    | ۱۷ ژوئیه ۲۰۰۲   |
| ۱۱۹۹۵۶ | 2002 PA149  | ۱۰ اوت ۲۰۰۲     |
| ۱۱۹۹۵۷ | 2002 RB106  | ۵ سپتامبر ۲۰۰۲  |
| ۱۱۹۹۵۸ | 2002 RU121  | ۷ سپتامبر ۲۰۰۲  |
| ۱۱۹۹۵۹ | 2002 SY21   | ۲۶ سپتامبر ۲۰۰۲ |
| ۱۱۹۹۶۰ | 2002 TO25   | ۲ اکتبر ۲۰۰۲    |
| ۱۱۹۹۶۱ | 2002 TQ57   | ۲ اکتبر ۲۰۰۲    |
| ۱۱۹۹۶۲ | 2002 TM60   | ۵ اکتبر ۲۰۰۲    |
| ۱۱۹۹۶۳ | 2002 TE68   | ۷ اکتبر ۲۰۰۲    |
| ۱۱۹۹۶۴ | 2002 TU226  | ۸ اکتبر ۲۰۰۲    |
| ۱۱۹۹۶۵ | 2002 TT265  | ۱۰ اکتبر ۲۰۰۲   |
| ۱۱۹۹۶۶ | 2002 TX286  | ۱۰ اکتبر ۲۰۰۲   |
| ۱۱۹۹۶۷ | 2002 TD310  | ۴ اکتبر ۲۰۰۲    |
| ۱۱۹۹۶۷ | 2002 UF     | ۱۸ اکتبر ۲۰۰۲   |
| ۱۱۹۹۶۹ | 2002 UU17   | ۳۰ اکتبر ۲۰۰۲   |
| ۱۱۹۹۷۰ | 2002 VL21   | ۵ نوامبر ۲۰۰۲   |
| ۱۱۹۹۷۱ | 2002 VZ70   | ۷ نوامبر ۲۰۰۲   |
| ۱۱۹۹۷۲ | 2002 VG124  | ۱۴ نوامبر ۲۰۰۲  |
| ۱۱۹۹۷۳ | 2002 VK124  | ۱۱ نوامبر ۲۰۰۲  |
| ۱۱۹۹۷۴ | 2002 VP127  | ۱۵ نوامبر ۲۰۰۲  |
| ۱۱۹۹۷۵ | 2002 VB128  | ۱۵ نوامبر ۲۰۰۲  |
| ۱۱۹۹۷۶ | 2002 VR130  | ۷ نوامبر ۲۰۰۲   |
| ۱۱۹۹۷۷ | 2002 WB3    | ۲۳ نوامبر ۲۰۰۲  |
| ۱۱۹۹۷۸ | 2002 WK4    | ۲۴ نوامبر ۲۰۰۲  |
| ۱۱۹۹۷۹ | 2002 WC19   | ۱۶ نوامبر ۲۰۰۲  |
| ۱۱۹۹۸۰ | 2002 XW3    | ۲ دسامبر ۲۰۰۲   |
| ۱۱۹۹۸۱ | 2002 XP4    | ۱ دسامبر ۲۰۰۲   |
| ۱۱۹۹۸۲ | 2002 XX29   | ۵ دسامبر ۲۰۰۲   |
| ۱۱۹۹۸۳ | 2002 XB39   | ۷ دسامبر ۲۰۰۲   |
| ۱۱۹۹۸۴ | 2002 XE46   | ۱۰ دسامبر ۲۰۰۲  |
| ۱۱۹۹۸۵ | 2002 XO47   | ۱۰ دسامبر ۲۰۰۲  |
| ۱۱۹۹۸۶ | 2002 XZ52   | ۱۰ دسامبر ۲۰۰۲  |
| ۱۱۹۹۸۷ | 2002 XA54   | ۱۰ دسامبر ۲۰۰۲  |
| ۱۱۹۹۸۸ | 2002 XT63   | ۱۱ دسامبر ۲۰۰۲  |
| ۱۱۹۹۸۹ | 2002 XB76   | ۱۱ دسامبر ۲۰۰۲  |
| ۱۱۹۹۹۰ | 2002 XU78   | ۱۱ دسامبر ۲۰۰۲  |
| ۱۱۹۹۹۱ | 2002 XV81   | ۱۱ دسامبر ۲۰۰۲  |
| ۱۱۹۹۹۲ | 2002 XZ87   | ۱۲ دسامبر ۲۰۰۲  |
| ۱۱۹۹۹۳ | 2002 XT105  | ۵ دسامبر ۲۰۰۲   |
| ۱۱۹۹۹۳ | 2002 YJ     | ۲۷ دسامبر ۲۰۰۲  |
| ۱۱۹۹۹۳ | 2002 YU     | ۲۷ دسامبر ۲۰۰۲  |
| ۱۱۹۹۹۶ | 2002 YO1    | ۲۷ دسامبر ۲۰۰۲  |
| ۱۱۹۹۹۷ | 2002 YD6    | ۲۸ دسامبر ۲۰۰۲  |
| ۱۱۹۹۹۸ | 2002 YN6    | ۲۸ دسامبر ۲۰۰۲  |
| ۱۱۹۹۹۹ | 2002 YC8    | ۲۸ دسامبر ۲۰۰۲  |
| ۱۲۰۰۰۰ | 2002 YA11   | ۳۱ دسامبر ۲۰۰۲  |